# Ísis
Ísis (em egípcio:  Aset; em grego clássico: Ἶσις) foi uma das principais divindades na religião do Antigo Egito cuja veneração espalhou-se também para o mundo greco-romano. Ela foi mencionada pela primeira vez no Império Antigo como uma das personagens principais do mito de Osíris, em que ressuscita seu marido, o rei Osíris, e produz e protege seu herdeiro, Hórus. Acreditava-se que Ísis ajudava os mortos a entrarem no pós-vida da mesma forma que tinha feito com Osíris, também sendo considerada como a mãe divina do faraó, que por sua vez estava ligado a Hórus. Seu auxílio materno era invocado em feitiços de cura para beneficiarem o povo comum. Ela originalmente desempenhou um papel limitado em rituais reais e templos, porém era mais proeminente em práticas funerárias e textos mágicos. Ísis era retratada artisticamente como uma mulher humana usando um hieroglifo no formato de trono em sua cabeça. Ela assumiu no Império Novo os traços que originalmente pertenciam a Hator, uma deusa importante durante o período antigo, passando assim a ser retratada usando a touca de Hator: um disco solar entre os chifres de uma vaca.
Osíris e Ísis tornaram-se as divindades mais veneradas dentre o panteão egípcio durante o Terceiro Período Intermediário, com ela absorvendo várias características de outras deusas. Governantes tanto do Egito quanto de sua vizinha Núbia ao sul começaram a construir templos dedicados principalmente a Ísis, com seu templo em Filas tornando-se um grande centro religioso para ambos egípcios e núbios. O poder mágico atribuído a ela era maior que o de todos os outros deuses, sendo dito que Ísis protegia o reino de seus inimigos, governava os céus e o mundo natural e até mesmo tinha poder sobre o próprio destino.
Durante o Reino Ptolemaico, quando o Egito foi governado e colonizado por gregos, Ísis passou a ser venerada pelos egípcios e gregos junto com um novo deus, Serápis. Esta adoração espalhou-se pelo mundo Mediterrâneo. Os devotos gregos lhe atribuíam características tiradas de deuses gregos, como intervenção no casamento e a proteção das embarcações nos mares, também mantendo ligações fortes com o Egito e outras divindades egípcias que eram populares no mundo helenístico, como Osíris e Harpócrates. A cultura helenística foi absorvida por Roma no século I a.C. e o culto a Ísis tornou-se parte da religião romana. Seus devotos eram pequenos em proporção dentro da população do Império Romano, porém eram encontrados por todo seu território. Seu culto desenvolveu festivais distintos como o Navigium Isidis, além de cerimônias de iniciação semelhantes a cultos de mistério greco-romanos. Alguns de seus seguidores afirmavam que ela reunia todos os poderes divinos femininos do mundo.
A veneração a Ísis acabou com a ascensão do cristianismo no decorrer dos séculos IV e V. É possível que sua adoração tenha influenciado algumas práticas e crenças do cristianismo, como por exemplo a veneração de Maria, porém as evidências para isso são ambíguas e frequentemente controversas. Ísis continua a aparecer na cultura ocidental, particularmente no esoterismo e neopaganismo, frequentemente como a personificação da natureza ou como o aspecto feminino do divino.

## Egito e Núbia

### Nome e origens
Enquanto algumas divindades egípcias apareceram no final do Período Pré-Dinástico (antes de c. 3 100 a.C.), tanto Ísis quanto seu marido Osíris não foram mencionados claramente até a Quinta Dinastia (c. 2494–2 345 a.C.). Uma inscrição que talvez se refira a Ísis é datada para o reinado do faraó Raturés, com ela aparecendo proeminentemente nos Textos das Pirâmides, que começaram a ser escritos no final da Quinta Dinastia e cujo conteúdo pode ter sido desenvolvido tempos antes. Várias passagens dos textos conectam Ísis com a região do Delta do Nilo perto de Behbeit el-Hagar e Sebénito, com ela e seu culto possivelmente se originando lá.
Muitos acadêmicos focaram-se no nome de Ísis em uma tentativa de determinar suas origens. Seu nome egípcio era ꜣst ou Aset, que deu origem a forma copta ⲎⲤⲈ (Ēse) e seu nome grego Ἰσις (Ísis), do qual seu nome moderno é baseado. O nome em hieroglifo incorpora o sinal de um trono, que ela também usa em sua cabeça como sinal de sua identidade. O símbolo serve como fonograma, grafando o som st, porém é possível que tenha representado uma ligação com tronos reais. O termo egípcio para trono também era st e talvez compartilhe uma etimologia em comum. Dessa forma, o egiptólogo Kurt Sethe sugeriu que ela originalmente era uma personificação de tronos. Henri Frankfort concordava, acreditando que o trono era considerado a mãe do faraó e assim um deus, devido seu poder de transformar homem em faraó. Já os acadêmicos Jürgen Osing e Klaus P. Kuhlmann discordaram por causa de dissimilaridades entre o nome de Ísis e a palavra para trono e a falta de evidências de que o trono já foi deificado.

### Papéis
O mito sobre a morte e ressurreição de Osíris foi relatado pela primeira vez nos Textos da Pirâmides e cresceu até se tornar o mais elaborado e influente de todos os mitos egípcios. Ísis desempenha um papel mais ativo nesse mito do que os outros protagonistas, tornando-se dessa forma o personagem literário mais complexo de todas as divindades egípcias enquanto a história desenvolvia-se na literatura desde o Império Novo (c. 1550–1070 a.C.) até o Reino Ptolemaico (305–30 a.C.). Ao mesmo tempo, ela absorveu as características de muitas outras deusas, ampliando sua significância para além do mito de Osíris.

#### Esposa e pranteadora

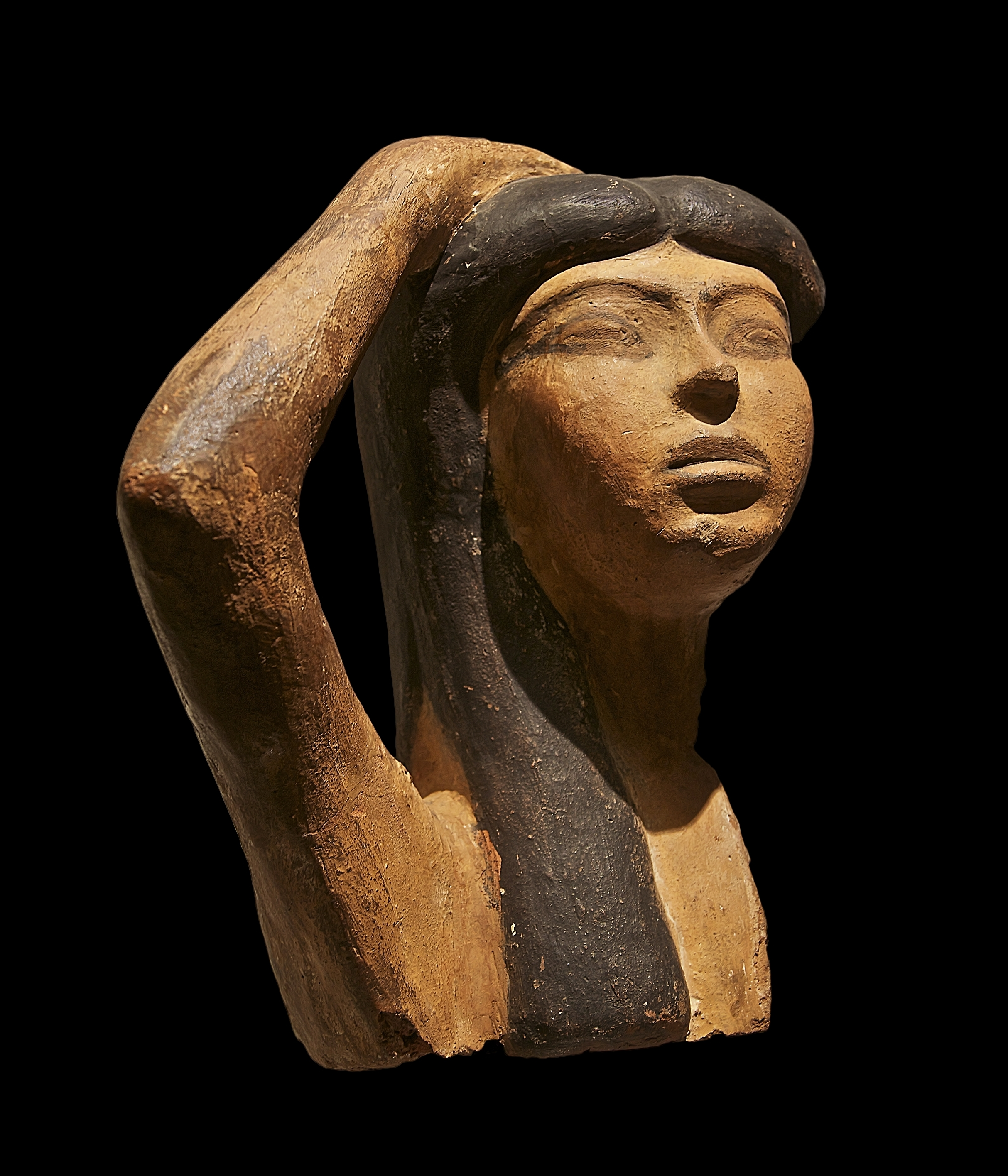
Escultura de uma mulher, possivelmente Ísis, em posição de luto, c. séculos XV ou

Ísis fazia parte da Enéade, uma família de nove deuses descendentes do deus criador: Atum ou Rá. Ela e seus irmãos – Osíris, Seti e Néftis – eram a última geração da Enéade, nascidos de Geb, deus da terra, e Nut, deusa do céu. O deus criador, o governante original do mundo, passou sua autoridade através das gerações masculinas, assim Osíris tornou-se rei. Ísis, esposa e irmã de Osíris, era sua rainha.
Seti matou Osíris e, em várias versões, desmembrou seu corpo. Ísis e Néftis, junto com outras divindades como Anúbis, procuraram pelas partes do corpo de seu irmão e o remontou. Seus esforços foram o protótipo mítico da mumificação e outras antigas práticas funerárias egípcias. Segundo alguns textos, elas também tiveram de proteger o corpo de Osíris de mais dessacrações nas mãos de Seti ou de seus servos. Ísis era a epítome da viúva em luto. O amor e luto dela e de Néftis pelo irmão ajudaram a restaurá-lo a vida, assim como a recitação de feitiços mágicos. Textos funerários continham discursos de Ísis em que expressava sua dor pela morte de Osíris, seu desejo sexual por ele e até mesmo raiva por ele tê-la deixado. Todas essas emoções desempenharam papéis em sua ressuscitação, já que tinham a intenção de estimulá-lo a agir. Ela finalmente conseguiu restaurar a vida do corpo de Osíris e copulou com ele logo em seguida, concebendo seu filho Hórus. Osíris, deste momento em diante, passou a viver apenas no Tuat, o submundo. Entretanto, Ísis conseguiu garantir que seu marido iria sobreviver no pós-vida por ter lhe dado um herdeiro que iria vingar sua morte e realizar ritos funerários.
O papel de Ísis nas crenças do pós-vida era baseado no mito. Ela ajudava a restaurar as almas dos mortos a completude da mesma forma como havia feito com Osíris. Assim como outras deusas, como Hator, ela também atuava como mãe dos mortos, proporcionando proteção e nutrição. De acordo, Ísis algumas vezes assumia a forma de Amentent, a deusa do ocidente, que adotava a alma morta no pós-vida como seu filho. Durante boa parte da história egípcia, acreditava-se que divindades masculinas como Osíris possuíam poderes regenerativos, incluindo potência sexual, que eram cruciais no renascimento. Achava-se que Ísis apenas tinha ajudado ao estimular esses poderes. Poderes divinos femininos tornaram-se mais importantes na crença do pós-vida no final do Império Novo. Vários textos funerários ptolemaicos enfatizavam que Ísis assumiu um papel ativo na concepção de Hórus ao estimular seu marido sexualmente, com decorações de tumba do período romano a representando em um papel central, enquanto um texto funerário da época sugeria que mulheres eram capazes de juntar-se ao séquito de Ísis e Néftis no pós-vida.

#### Mãe

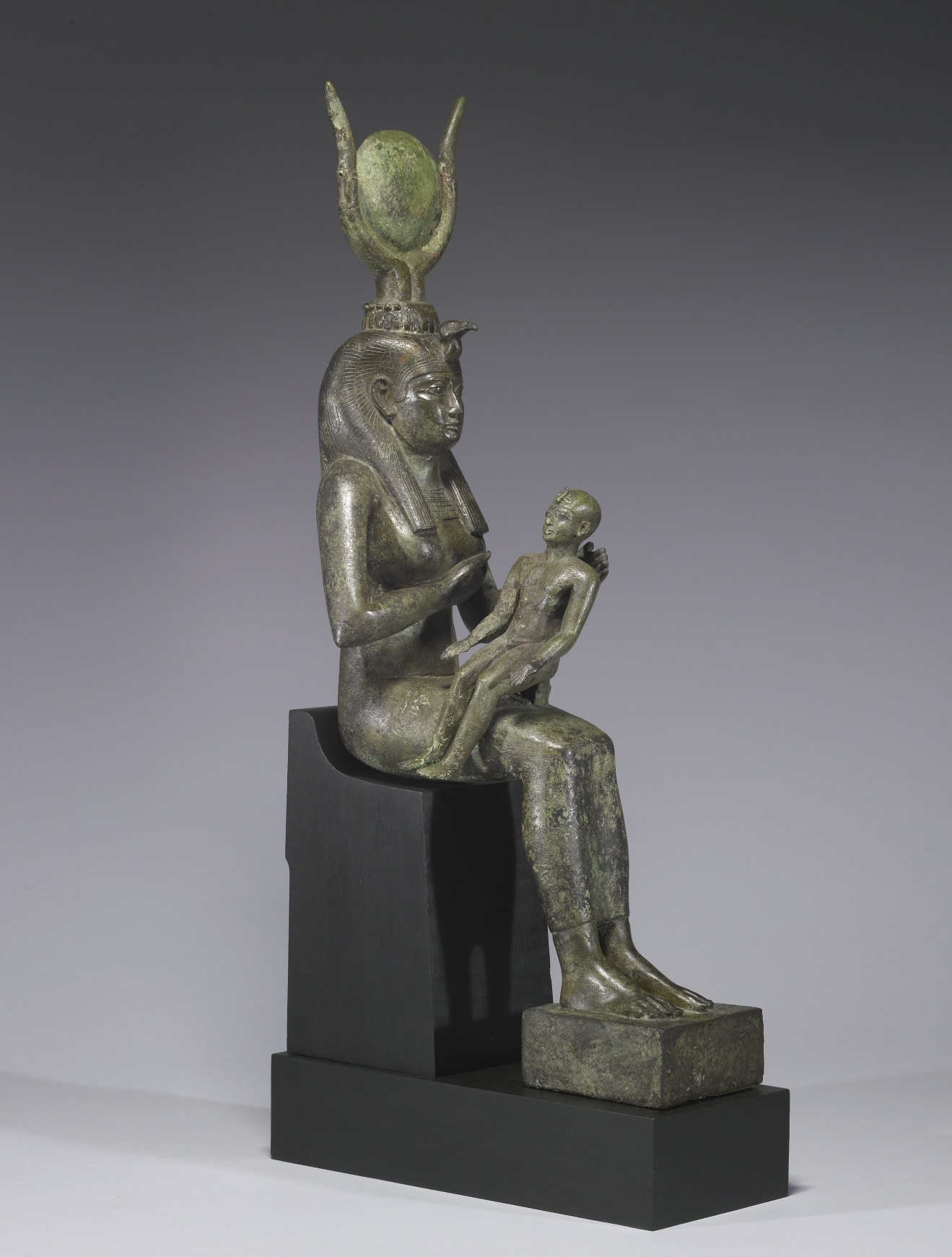
Estátua de Ísis cuidado de Hórus, c. século VII a.C.

Ísis foi tratada como a mãe de Hórus até mesmo nas cópias mais antigos dos Textos da Pirâmides. Mesmo assim, há sinais que Hator originalmente era considerada sua mãe, enquanto algumas outras tradições fazem uma forma velha de Hórus ser o filho de Nut e irmão de Osíris e Ísis. É possível que ela tenha tornado-se a mãe de Hórus a medida que o mito de Osíris tomava forma durante o Império Antigo, enquanto sua relação com ele passou a ser vista como a epítome da devoção maternal.
Ela deu à luz Hórus na forma desenvolvida do mito, logo após uma gravidez longa e trabalho de parto difícil, nas moitas de papiro no Delta do Nilo. Ísis o protegeu de Seti e outros perigos à medida que ele crescia. Ela viajava entre os humanos em alguns textos e procurava a ajuda deles. Segundo uma dessas histórias, sete divindades escorpiões menores viajavam junto de Ísis para protegê-la. Eles se vingaram de uma mulher rica que recusou ajudar a deusa ao aferroarem o filho dela, fazendo com que fosse necessário que Ísis curasse a criança. Sua reputação como divindade compassiva, disposta a aliviar o sofrimento humano, muito contribuíram para seu apelo entre o povo.
Ísis continuou a ajudar Hórus quando ele foi desafiar Seti para reivindicar o trono que este havia usurpado de Osíris, porém mãe e filho foram retratados algumas vezes em conflito, como por exemplo da vez que Hórus a decapitou e Ísis substituiu sua cabeça original por uma de uma vaca – um mito fundador para o adereço de vaca que Ísis usava na cabeça.
O aspecto maternal de Ísis estendia-se para outras divindades. Os Textos dos Sarcófagos do Império Médio (c. 2055–1650 a.C.) diziam que os Filhos de Hórus, divindades funerárias que protegiam os órgãos internos dos mortos, eram a prole de Ísis com a forma velha de Hórus. Na mesma era, Hórus foi sincretizado com Min, o deus da fertilidade, assim ela foi considerada a mãe de Min. Foi dito que uma forma de Min conhecida como Kamutef, "touro de sua mãe", que representava a regeneração cíclica dos deuses e realeza, engravidou sua mãe para gerar si mesmo. Assim, Ísis também era considerada a consorte de Min. A mesma ideologia de realeza pode ser a base de uma tradição, encontrada em alguns textos, de que Hórus estuprou Ísis. Ámon, a principal divindade durante os Impérios Novo e Médio, também assumiu o papel de Kamutef e Ísis muitas vezes atuou como sua consorte quando ele estava nessa forma. Era dito que Ápis, um touro venerado como um deus vivo em Mênfis, também era filho de Ísis com uma forma de Osíris conhecida como Osíris-Ápis. A mãe de cada touro Ápis era conhecida como "vaca Ísis".
Uma história no Papiro Westcar datado do Império Médio incluiu Ísis entre um grupo de deusas que serviram de parteiras durante os nascimentos de três futuros reis. Ela serviu em um papel similar em textos do Império Novo que descreviam os nascimentos dos faraós como sendo ordenados divinamente. Ísis chamou pelo nome as três crianças que nasceram na história do Papiro Westcar. Barbara S. Lesko enxerga essa narrativa como um sinal que a deusa tinha o poder de prever ou influenciar eventos futuros, assim como outras divindades que presenciavam nascimentos, como Shai e Renenutete. Textos de tempos posteriores chamaram Ísis explicitamente de "senhora da vida, governante do fado e destino", indicando também que ela exercia controle sobre Shai e Renenutete, da mesma forma como era dito que outros grandes deuses como Ámon faziam em épocas antigas da história egípcia. Ísis, ao controlar essas divindades, determinava a duração e qualidade das vidas humanas.

#### Realeza e proteção

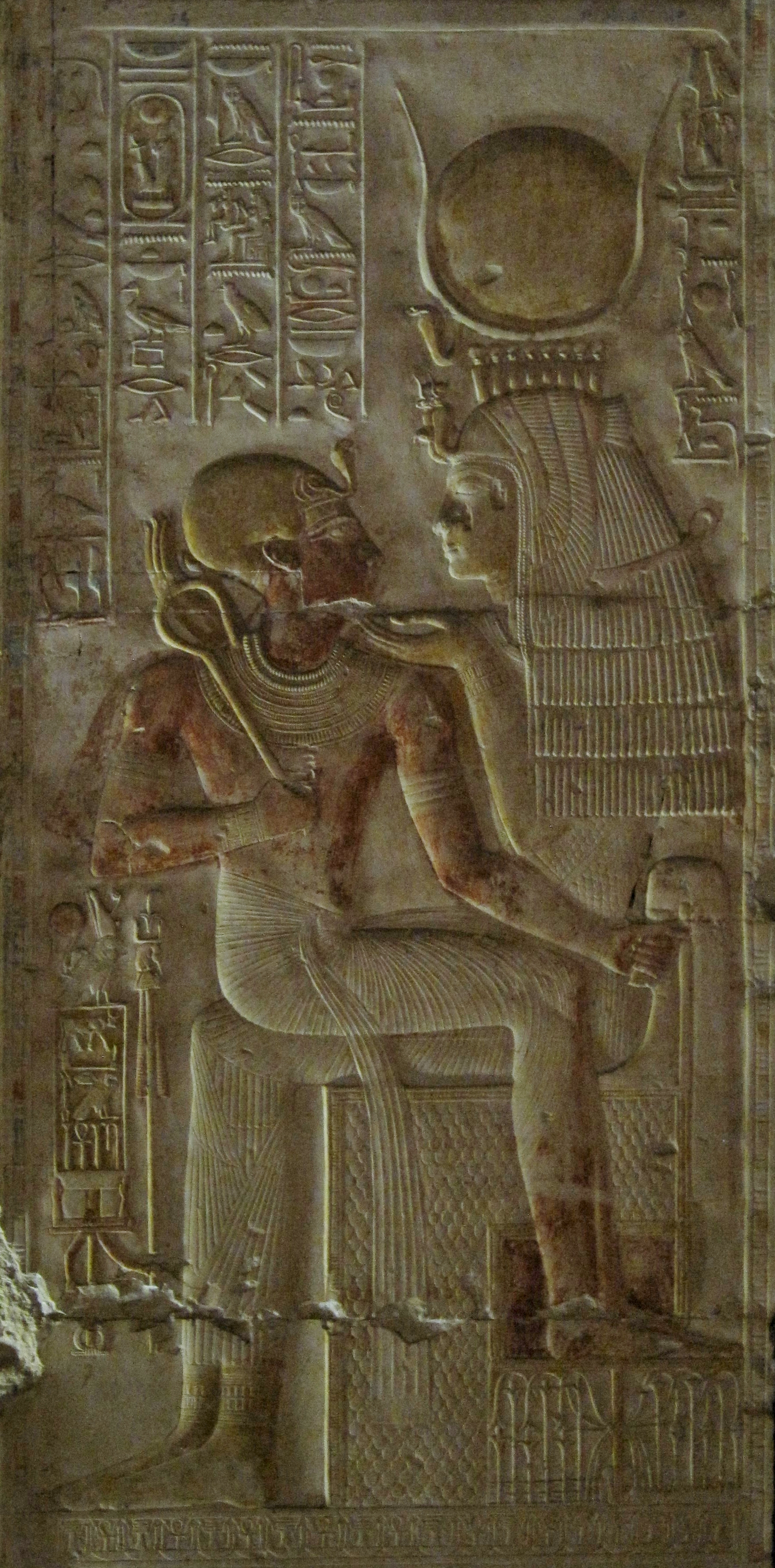
Alto relevo de Ísis com o faraó Seti I no colo, c. século XIII a.C.

Hórus era igualado a cada faraó vivo enquanto Osíris por sua vez era igualado com os predecessores mortos do faraó. Ísis era assim a mãe e a esposa mitológica dos faraós. Sua importância primária nos Textos das Pirâmides para o faraó era como uma das divindades que o protegiam e o auxiliavam no pós-vida. Sua proeminência na ideologia real cresceu no decorrer do Império Novo. Relevos em templos da época mostravam o faraó mamando do seio de Ísis; seu leite não apenas curava a criança, mas também simbolizava seu direito divino para reinar. A ideologia real passou cada vez mais a enfatizar a importância das rainhas como contrapartes terrenas das deusas que atuavam como esposas do faraó e mães de seus herdeiros. Hator era inicialmente a mais importante dessas divindades, uma contraparte feminina para Rá e Hórus, cujos atributos na arte eram incorporados nas coroas das rainhas. Entretanto, devido sua própria conexão mitológica com a realeza feminina, Ísis também recebeu os mesmos títulos e regalias que as rainhas humanas.
As ações de Ísis ao proteger Seti tornaram-se parte de um aspecto mais amplo e belicoso. Textos funerários do Império Novo a retratam na barca de Rá enquanto navegam para o submundo, atuando como uma de várias divindades que subjugam Apep, o arqui-inimigo de Rá. Os faraós também invocavam o poder mágico protetor dela contra seus inimigos humanos. No templo de Filas, que ficava perto da fronteira dos povos núbios que costumavam invadir o Egito, Ísis foi descrita como a protetora de toda a nação, sendo mais eficiente em batalha do que "milhões de soldados", apoiando os faraós ptolemaicos e imperadores romanos em seus esforços para subjugar os inimigos do Egito.

#### Magia e sabedoria
Ísis também era conhecida por sua esperteza e também por seu poder mágico, o que permitiu que ela revivesse Osíris e protegesse e curasse Hórus. Foi dito que, por virtude de seu conhecimento mágico, ela era "mais inteligente que um milhão de deuses". Ísis usou suas habilidades para passar a perna em Seti em vários episódios da história "As Disputas de Hórus e Set" do Império Novo. Em certa ocasião, ela se transformou em uma jovem mulher que disse a Seti que estava envolvida em uma disputa de herança similar a usurpação da coroa de Osíris. Quando Seti afirmou que a situação da mulher era injusta, Ísis zombou dele afirmando que ele tinha acabado de julgar-se como o errado. Ela usou seus poderes de transformação em textos posteriores para lutar e destruir Seti e seus seguidores.
Muitas das histórias sobre Ísis apareceram como prólogos de textos mágicos que descreviam eventos míticos relacionados com o objetivo que o feitiço queria realizar. Em um deles, Ísis criou uma cobra que picou Rá, que era mais velho e mais poderoso, fazendo-o ficar doente. Ela se ofereceu para curar Rá caso ele lhe contasse seu nome verdadeiro e secreto – uma informação que carregava consigo poder incomparável. Rá contou seu nome depois de muita coerção, informação que ela repassou a Hórus, o que aumentou a autoridade real deste. É possível que essa história tenha servido de origem para explicar o motivo dos poderes mágicos de Ísis superarem os de outros deuses, porém, como a narrativa mostra ela usando magia para subjugar Rá, esse conto parece indicar que ela tinha tais habilidades antes mesmo de descobrir o nome dele.

#### Céu
Muitos dos papéis que Ísis adquiriu lhe deram uma importante posição no céu. Passagens dos Textos das Pirâmides a conectam com Sótis, a deusa que representava a estrela Sirius, cuja relação com seu marido Sah, a constelação de Órion, e seu filho Sopdu, fazia paralelo com as relações de Ísis com Osíris e Hórus. O nascer helíaco de Sirius, que ocorria pouco antes das cheias do Nilo, davam a Sótis uma ligação próxima com a cheia e consequentemente o crescimento das plantações. Ísis, parcialmente devido sua conexão com Sótis, também tinha uma ligação com as cheias, que algumas vezes eram igualadas com as lágrimas que ela derramou por Osíris. Ela estava ligada a chuva no período ptolemaico, que textos egípcios chamavam de "Nilo no Céu", também estava conectada ao Sol como protetora da barca de Rá, e também com a Lua, possivelmente porque Ísis tinha uma conexão com a deusa lunar grega Ártemis através de uma ligação em comum com Bastet, a deusa da fertilidade egípcia. Hinos inscritos em Filas a descrevem como "Senhora do Céu", cujo domínio sobre os céus faziam paralelos com Osíris reinando o Tuat e Hórus governando a terra.

#### Universo
A esfera de influência de Ísis chegou a incluir todo o cosmos na época ptolemaica. Ela tinha poder sobre todas as nações como a divindade que protegia o Egito e sancionava seu faraó, e como a provedora das chuvas ela avivava o mundo natural. Um dos hinos em Filas inicialmente a chamava de governante dos céus até expandir sua autoridade, com seu ápice sendo um domínio que englobava o céu, a terra e o Tuat. Dizia-se que seu poder sobre a natureza sustentava humanos, mortos abençoados e deuses. Outros hinos em grego antigo do Reino Ptolemaico lhe chamavam de "a linda essência de todos os deuses". Várias divindades, grandes e pequenas, já foram descritas em termos similarmente grandiosos no decorrer da história egípcia. Ámon era comumente referido dessa forma no Império Novo, enquanto esses termos tendiam a serem aplicados a Ísis no Egito romano. Tais textos não negavam a existência de outros deuses, porém os tratavam como aspectos de uma divindade suprema.
Nos tempos ptolemaicos e romanos, muitos templos continham um mito de criação que adaptava antigas ideias sobre criação a fim de darem funções primárias para divindades locais. Ísis era descrita em Filas como a criadora, da mesma maneira como textos antigos falavam sobre as obras do deus Ptá, que dizia-se que tinha projetado o mundo com seu intelecto e esculpido-o para a existência. Como ele, Ísis formou o cosmos "através do que seu coração concebeu e suas mãos criaram".
Ísis tinha muitas formas em seus centros individuais de culto, assim como outros deuses no decorrer da história egípcia, com cada centro enfatizando aspectos diferentes de sua personalidade. Cultos locais focavam-se nos traços distintos de sua divindade em vez de sua universalidade, enquanto alguns hinos a ela tratavam de outras deusas por todo o Egito e Mediterrâneo como manifestações de Ísis. Um texto no templo de Dendera dizia "em cada nomo é ela que está em toda cidade, em todo nomo com seu filho Hórus".

### Iconografia

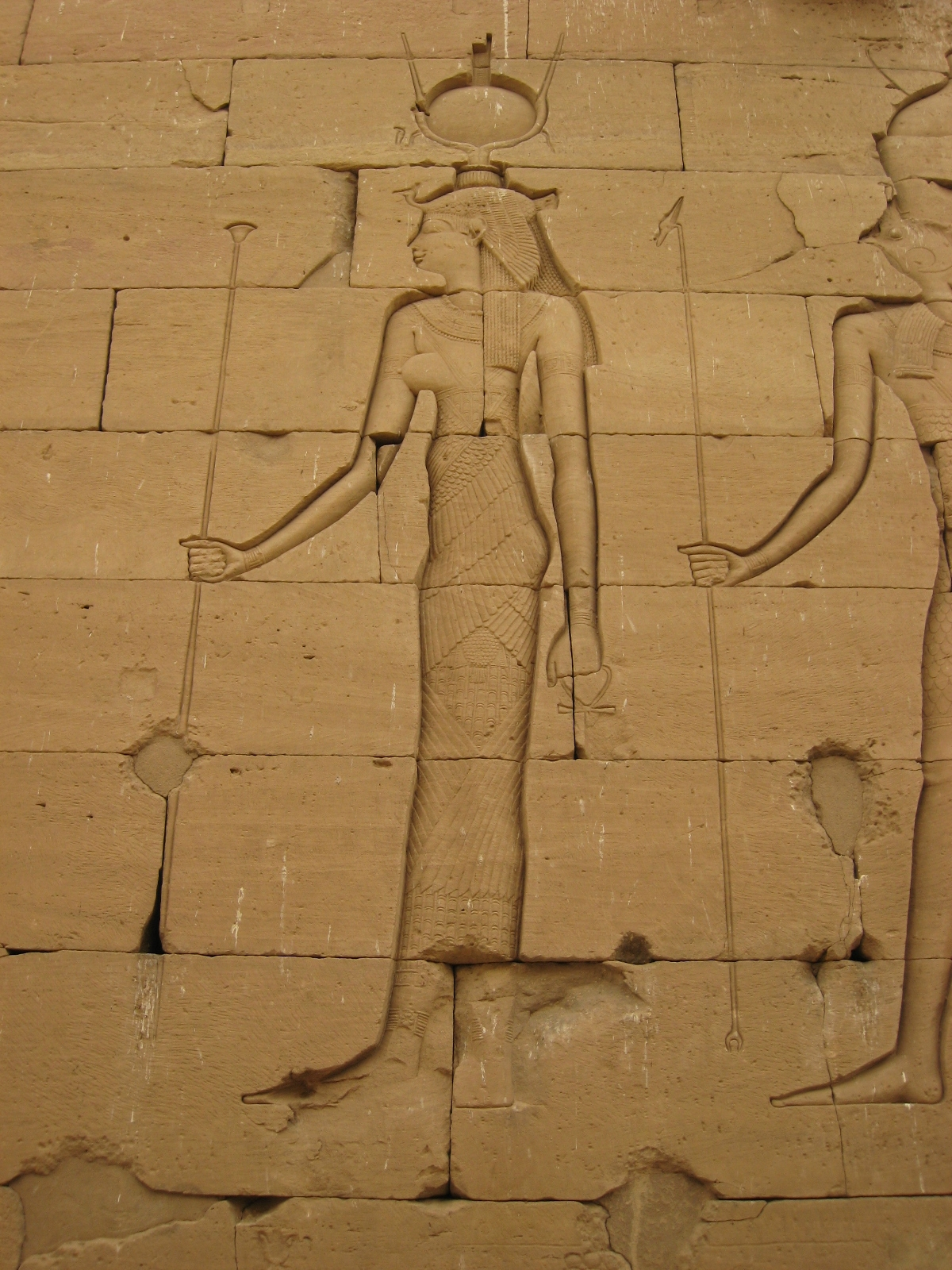
Ísis com os chifres de vaca e glifo de trono. Templo de Calabexa, c. século I a.C. ou

Ísis era comumente representada na arte egípcia como uma mulher usando um vestido de bainha, um cajado de papiro em uma mão e um símbolo de ankh na outra. Seu adereço de cabeça original era o símbolo de trono usado em seu nome escrito. Ela e Néftis apareciam frequentemente juntas, particularmente ao lamentarem a morte de Osíris, apoiando em seu trono ou protegendo os sarcófagos dos mortos. Nessas situações, seus braços muitas vezes estavam sobre seus rostos em luto, ou ainda abertos ao redor de Osíris ou do morto em um sinal de seus papéis de protetoras. Nessas circunstâncias as duas eram representadas frequentemente como milhafres ou mulheres com asas de milhafre. Esta forma pode ter sido inspirada pela similaridades dos gritos dos milhares com o choro de mulheres gemendo, ou ainda como metáfora conectando a procura dos milhafres por carniça com a procura das deusas por seu irmão morto. Ísis algumas vezes aparecia na forma de outros animais: uma porca, representando seu lado maternal; uma vaca, particularmente quando conectada com Ápis; ou ainda como escorpião. Ela também assumia a forma de uma árvore ou de uma mulher surgindo de uma árvore, algumas vezes oferecendo comida e água para as almas mortas. Esta forma fazia referência ao sustento materno que proporcionava.
A partir do Império Novo, devido às ligações próximas entre Ísis e Hator, a primeira passou a assumir atributos da segunda, como o chocalho de sistro e o adereço de cabeça com os chifres de vaca cercando um disco solar. Algumas vezes seus dois adereços de cabeça eram combinados, com o glifo de trono ficando no topo do disco solar. Ela começou no mesmo período a usar as insígnias de uma rainha humana, como uma coroa em formato de abutre na cabeça e um ureu real em sua testa. Estátuas e estatuetas dos tempos ptolemaico e romano frequentemente mostravam Ísis no estilo de escultura grega, com atributos tirados das tradições egípcias e gregas. Algumas dessas imagens refletiam sua conexão com outras deusas de novos modos. Ísis-Termute, uma combinação dela com Renenutete para representar a fertilidade na agricultura, era representada no estilo de uma mulher com o corpo inferior de uma cobra. Estatuetas de uma mulher com um adereço de cabeça elaborado e expondo seus genitais pode representar Ísis-Afrodite.
O símbolo de tyet, uma forma circular similar ao ankh, era visto como o emblema pessoal de Ísis a partir de pelo menos o começo do Império Novo, apesar de existir desde muito tempo antes. Era frequentemente feito de jaspe vermelha e tinha ligação com o sangue da deusa. Era usado como amuleto funerário e dizia-se que proporcionava proteção.

### Veneração

#### Relação com a realeza
Ísis originalmente era uma divindade menor na ideologia acerca do rei vivo, mesmo com toda sua importância no enredo do mito de Osíris. Por exemplo, ela desempenhava uma função pequena no Papiro Ramesseum, a escritura dos ritos de coroação realizados na ocasião da ascensão do faraó Sesóstris I do Império Médio. Sua importância cresceu no Império Novo, quando foi cada vez mais conectada com Hator e com a rainha consorte humana.
O primeiro milênio a.C. viu uma ênfase cada vez maior na tríade familiar de Osíris, Ísis e Hórus, além de uma explosão no crescimento da popularidade de Ísis. No século IV a.C., o faraó Nectanebo I da Trigésima Dinastia reivindicou Ísis como sua divindade padroeira, conectando-a ainda mais com o poder político. O Reino de Cuxe, que governou a Núbia do século VIII ao IV a.C., absorveu e adaptou a ideologia egípcia que cercava a realeza. Ele igualou a deusa a Candace, a rainha ou rainha-mãe do rei.
Os faraós ptolemaicos desenvolveram uma ideologia que conectava os deuses egípcios e gregos com o objetivo de fortalecer suas reivindicações ao trono nos olhos de seus súditos gregos e egípcios. Desde séculos antes, colonos gregos e visitantes traçaram paralelos entre as divindades do Egito e as suas próprias, um processo conhecido como interpretatio graeca. Heródoto, historiador grego do século V a.C., conectou Ísis com Deméter, cuja busca por sua filha Perséfone lembrava a procura de Ísis por Osíris. Deméter foi uma das poucas divindades gregas amplamente adotadas pelos egípcios na época ptolemaica, assim as similaridades dela com Ísis mostraram-se uma ligação entre as duas culturas. Em outros casos, Ísis era ligada a Afrodite através dos aspectos sexuais de sua personagem. Ptolemeu I Sóter e Ptolemeu II Filadelfo, os dois primeiros faraós ptolemaicos, construíram sobre essas tradições e promoveram a veneração de um novo deus chamado Serápis, que combinava aspectos de Osíris e Ápis com aqueles de deuses gregos como Zeus e Dionísio. Ísis, retratada de forma helenizada, era considerada a consorte de Serápis e também de Osíris. Ptolemeu II e sua irmã Arsínoe II desenvolveram um culto ao governante ao redor de si mesmos, assim passaram a ser venerados nos mesmos templos de Serápis e Ísis, com Arsínoe sendo ligada tanto a deusa egípcia quanto a Afrodite. Algumas das rainhas ptolemaicas posteriores identificaram-se de forma ainda mais próxima com Ísis. Cleópatra III do século II a.C. usava o nome da deusa no lugar do seu próprio em inscrições, enquanto Cleópatra VII Filópator, a última governante do Egito antes da anexação romana, usava o epíteto "a nova Ísis".

#### Templos e festivais

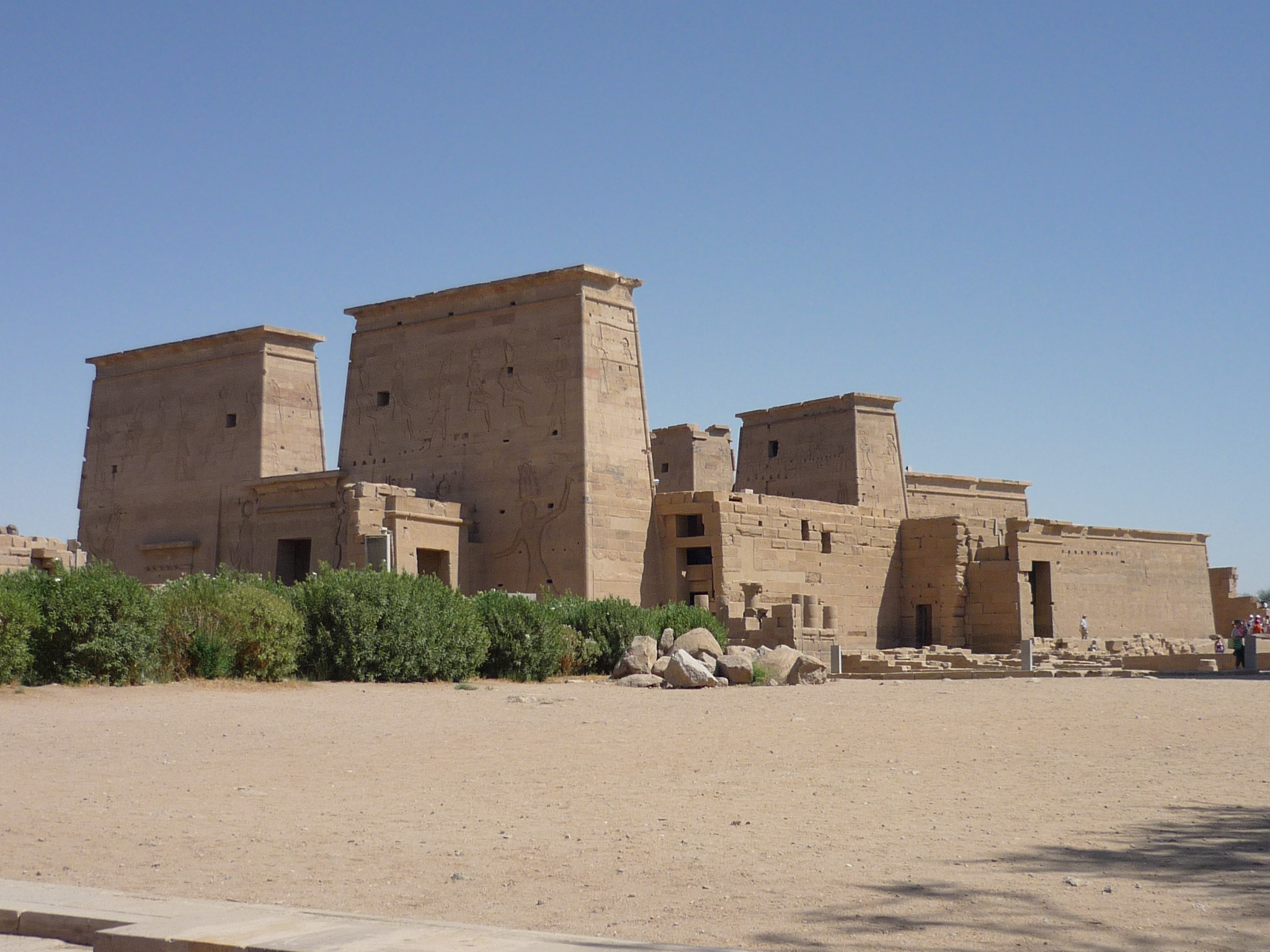
O templo de Ísis em Filas

O culto a Ísis tinha ligações próximas com o de divindades masculinas como Osíris, Min e Ámon até por volta do final do Império Novo. Ela era comumente venerada ao lado deles como sua mãe ou consorte, sendo especialmente cultuada como a mãe das várias formas locais de Hórus. Mesmo assim, ela tinha seus próprios sacerdócios individuais em alguns locais, com pelo menos um templo próprio em Abidos, um centro de culto a Osíris, durante a parte posterior do Império Novo.
Os primeiros grande templos conhecidos dedicados exclusivamente a Ísis foram o Iseion em Behbeit el-Hagar no norte do Egito e em Filas no extremo sul. Ambos começaram a ser construídos durante a Trigésima Dinastia e completados ou expandidos pelos faraós ptolemaicos. Graças a grande fama de Ísis, Filas atraia peregrinos vindos de todo o Mediterrâneo. Muitos outros templos dedicados a deusa surgiram no período ptolemaico, indo desde Alexandria e Canopo na costa mediterrânea até a fronteira com a Núbia. Uma série de templos ficava nesta última região, espalhando-se de Filas no sul até Maarraca, sendo locais de veneração tanto para egípcios quanto para os vários povos núbios. Os núbios de Cuxe construíram seus próprios templos para Ísis em locais bem ao sul como Wad ban Naqa, incluindo um em sua capital Meroé.
O rito templário mais frequente para qualquer divindade era as oferendas diárias, em que sacerdotes vestiam o ídolo da divindade e lhe ofereciam comida. Templos a Ísis na época romana foram construídos no estilo egípcio, em que o ídolo ficava em um santuário isolado acessível apenas aos sacerdotes, e no estilo greco-romano, em que os devotos podiam ver o ídolo. Mesmo assim, as culturas egípcia e grega eram altamente misturadas nessa época e talvez não existisse uma separação étnica entre os adoradores de Ísis. As mesmas pessoas possivelmente rezavam para a deusa do lado de fora dos templos egípcios e também em frente de sua estátua no templos gregos.
Os templos também celebravam festivais, tanto nacionais quanto locais. Uma série elaborada de rituais eram realizadas por todo o Egito para Osíris durante o mês de choiak, com Ísis e Néftis sendo proeminentes nesse rituais até pelo menos o Império Novo. Nos tempos ptolemaicos, duas mulheres interpretavam os papéis das deusas durante o choiak, cantando ou lamentando pelo irmão morto. Seus cantos foram preservados nas Canções de Festivais de Ísis e Néftis e Lamentações de Ísis e Néftis.
Ísis acabou por desenvolver seus próprios festivais. Nos tempos romanos, egípcios de todo o país celebravam seu aniversário, a Amesísia, carregando o ídolo local da deusa pelos campos, provavelmente celebrando seus poderes de fertilidade.  Os sacerdotes em Filas realizavam um festival a cada dez dias quando o ídolo de Ísis era levado para a ilha vizinha de Bigeh, onde dizia-se que estava localizado o local de enterro de Osíris, com os sacerdotes fazendo os ritos funerários para o deus. O ídolo também visitava templos próximos ao sul, mesmo durante os últimos séculos de atividade em Filas, quando esses templos eram administrados por núbios fora do controle romano.
O cristianismo tornou-se, durante os séculos IV e V d.C., a religião predominante no Império Romano, incluindo o Egito. Os cultos em templos egípcios morreram gradualmente e em diferentes épocas devido uma combinação de falta de dinheiro e hostilidade dos cristãos. O templo de Ísis em Filas, graças aos seus adoradores núbios, conseguiu manter um sacerdócio organizado e festivais regulares até pelo menos a metade do século V, fazendo dele o último templo em funcionamento do Egito.

#### Ritos funerários

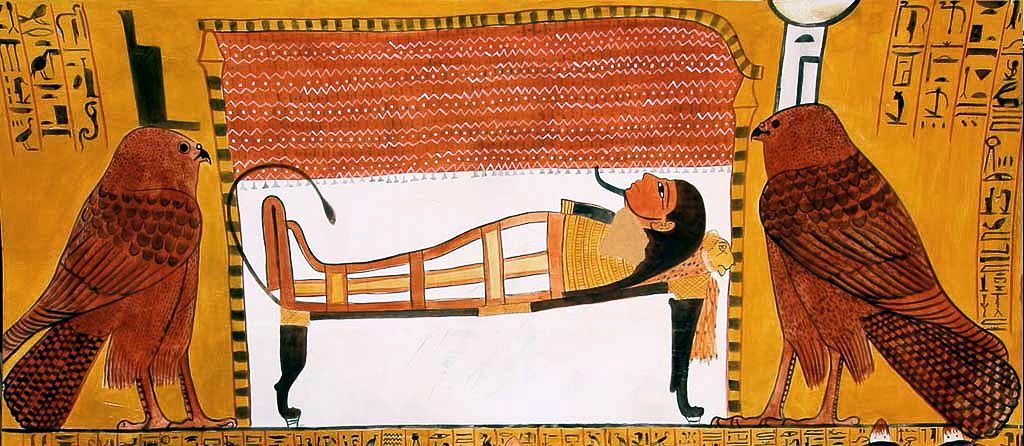
Ísis (esquerda) e Néftis (direita) como milhafres perto do esquife de uma múmia, século XIII a.C.

Ísis e Néftis eram retratadas ajudando o faraó falecido a alcançar o pós-vida em muitos dos feitiços presentes nos Textos das Pirâmides. Ísis aparecia mais frequentemente nos Textos dos Sarcófagos do Império Médio, porém nessas escritas Osíris foi creditads mais frequentemente como o responsável por trazer os mortos de volta a vida do que ela. Fontes do Império Novo como o Livro dos Mortos descreveram a deusa como protegendo as almas falecidas enquanto enfrentam os perigos do Duat. Eles também descreveram Ísis como membro dos conselhos divinos que julgavam as virtudes morais da alma antes de aceitá-las no pós-vida, aparecendo em vinhetas ao lado de Osíris enquanto ele presidia esse tribunal.
As duas deusas apareciam nas cerimônias funerárias, em que duas mulheres pranteadoras lamentavam o morto assim como Ísis e Néftis tinham feito com Osíris. Ísis era frequentemente mostrada ou referida nos equipamentos funerários: nos sarcófagos e baús canópicos como uma de quatro divindades que protegiam os Filhos de Hórus, em tumbas como oferecendo seu leite ao morto e em amuletos tyet que frequentemente eram colocados nas múmias a fim de garantir que o poder de Ísis os protegeria do mau. Textos funerários posteriores a mostravam lamentando por Osíris e, em certo texto, parte dos Livros da Respiração, foi dito que foi escrito pela própria em benefícios do marido. Ísis era considerada mais importante que Osíris na religião funerária núbia, pois tinha sido a parceira ativa enquanto ele passivamente recebeu as oferendas feitas para sustentá-lo no pós-vida.

#### Culto popular
Diferentemente de outras divindades egípcias, Ísis raramente era mencionada em orações  ou invocada em nomes pessoais até pelo menos o final do Império Novo. Da Época Baixa (c. 664–332 a.C.) em diante, ela tornou-se uma das divindades mais comumente mencionadas nas fontes, que frequentemente falavam de sua personalidade bondosa e disposição para responder aqueles que pediam ajuda. Centenas de milhares de amuletos e estátuas votivas de Ísis cuidando de Hórus foram feitas no primeiro milênio a.C., enquanto nos tempos romanos ela estava entre as divindades mais comumente representadas em artes religiosas particulares, como estatuetas e painéis.
Ísis aparecia proeminentemente em textos mágicos a partir do Império Médio. Os perigos que Hórus enfrentou na infância eram temas frequentes nos feitiços mágicos de cura, em que os esforços da deusa para curar o filho eram estendidos para qualquer paciente. Ísis, em muitos desses feitiços, força Rá a ajudar Hórus ao declarar que iria parar o Sol em seu caminho pelo céu caso seu filho não fosse curado. Outros feitiços igualavam mulheres grávidas com a deusa a fim de garantir que elas dariam luz bem sucedidamente.
A magia egípcia começou a incorporar conceitos cristãos à medida que o cristianismo estabelecia-se no Egito, porém os deuses gregos e egípcios continuaram a aparecer em feitiços até muito depois de seus cultos em templos terem cessado. Feitiços que talvez datem dos séculos VI, VII e VIII invocam o nome de Ísis ao lado de figuras cristãs.

## Mundo greco-romano

### Difusão

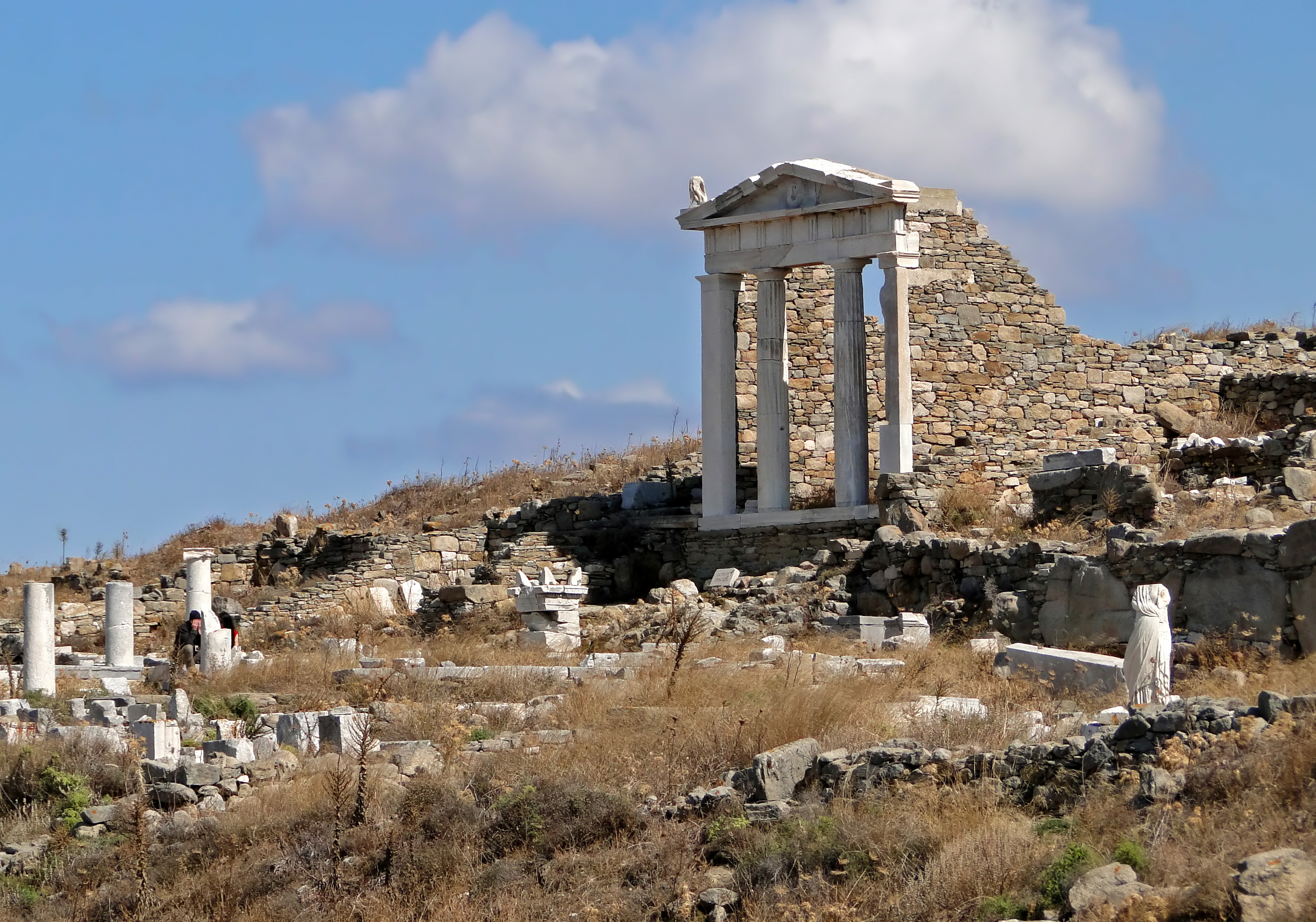
As ruínas do templo de Ísis em Delos

Cultos baseados em uma cidade ou nação em particular eram comuns pelo mundo antigo até meados do primeiro milênio a.C., quando o contato cada vez maior entre culturas diferentes permitiu que certos cultos se espalhassem mais amplamente. Os gregos tinham ciência das divindades egípcias, incluindo Ísis, desde pelo menos o Período Arcaico (c. 700–480 a.C.), com seu primeiro templo conhecido na Grécia tendo sido construído por volta do século IV a.C. por egípcios que moravam em Atenas. As conquistas de Alexandre, o Grande no final desse século criaram reinos helenísticos pelo Mediterrâneo e no Oriente Próximo, incluindo o Reino Ptolemaico no Egito, colocando religiões gregas e não-gregas em contato muito mais próximo. A difusão de culturas que se resultou permitiu que muitas tradições se espalhassem pelo mundo helenístico nos últimos três séculos antes de Cristo. Os novos cultos móveis adaptavam-se para atrair pessoas de diferentes culturas. Os cultos de Ísis e Serápis, nas formas helenizadas criadas pelos ptolemaicos, estavam entre esses cultos que expandiram-se dessa forma.
Os cultos de Ísis e Serápis foram espalhados por comerciantes e outros viajantes mediterrâneos, sendo estabelecidos em cidades portuárias gregas no final do século IV a.C. e expandidas pelos Bálcãs e Anatólia durante os séculos III e II a.C.. A ilha grega de Delos foi um dos primeiros centros de culto de ambas as divindades, com sua posição como centro comercial fazendo-a o trampolim para que os cultos egípcios se espalhassem para a Península Itálica. Ísis e Serápis também eram venerados em alguns locais dispersos no Império Selêucida, um reino helenístico do Oriente Médio, porém eles desapareceram da região à medida que os selêucidas perderam seu território oriental para o Império Parta.
Os gregos consideravam as divindades egípcias exóticas e algumas vezes bizarras, porém cheias de sabedoria antiga. O culto de Ísis atraía gregos e romanos ao jogar em cima de suas origens exóticas, como outros cultos vindos das regiões orientais do Mediterrâneo, porém a forma que assumiu ao alcançar os Bálcãs era muito helenizada.
O culto de Ísis alcançou a Península Itálica e a esfera de influência romana em algum momento do século II a.C.. Foi um de muitos cultos que foram introduzidos em Roma enquanto a República Romana expandia seu território durante os últimos séculos antes de Cristo. Autoridades romanas tentaram definir quais cultos eram aceitáveis e quais não eram, de forma assim a definir a identidade cultural romana em meio às mudanças culturais acarretadas por sua rápida expansão. No caso de Ísis, santuários e altares em sua homenagem foram erguidos no Monte Capitolino, no centro da cidade, por pessoas particulares no começo do século I a.C.. A independência do culto em relação às autoridades o fez potencialmente inquietante para elas. O Senado Romano destruiu esses santuários nas décadas de 50 e 40 a.C., quando a Crise da República Romana fez muitos romanos acreditarem que a paz entre os deuses estava perturbada, porém Ísis não foi banida completamente da cidade.
Cultos egípcios enfrentaram mais hostilidades durante a Última Guerra Civil da República Romana, quando Roma, liderada por Otaviano, lutou contra Marco Antônio e o Egito governado por Cleópatra VII Filópator. Otaviano, após sua vitória, baniu os santuários de Ísis e Serápis dentro do Pomério, a fronteira mais interna e sagrada da cidade, porém os permitiu em outras partes, fazendo assim que as divindades egípcias fossem não-romanas mas aceitáveis. Os cultos egípcios tornaram-se gradualmente uma parte aceitável da paisagem religiosa romana, mesmo tendo sido temporariamente banidos do império durante o reinado de Tibério. Os imperadores flavianos do final do século I trataram Serápis e Ísis como padroeiros de seus reinados de forma similar a deuses romanos tradicionais como Júpiter e Minerva. A veneração a Ísis desenvolveu novos elementos que enfatizavam sua origem egípcia, mesmo enquanto seu culto estava sendo integrado à cultura romana.
Os cultos expandiram-se para as províncias ocidentais, começando ao longo da costa mediterrânea. Ísis e Serápis, em seu auge no final do século II e início do III, eram venerados na maioria das cidades ocidentais do império, porém tinham pouca presença no interior. Seus templos eram encontrados desde em Petra e Palmira, nas províncias da Arábia Pétrea e Síria, até Itálica na Hispânia Ulterior e Londínio na Britânia. Nessa época eles estavam em situação comparável aos deuses romanos tradicionais.

### Papéis

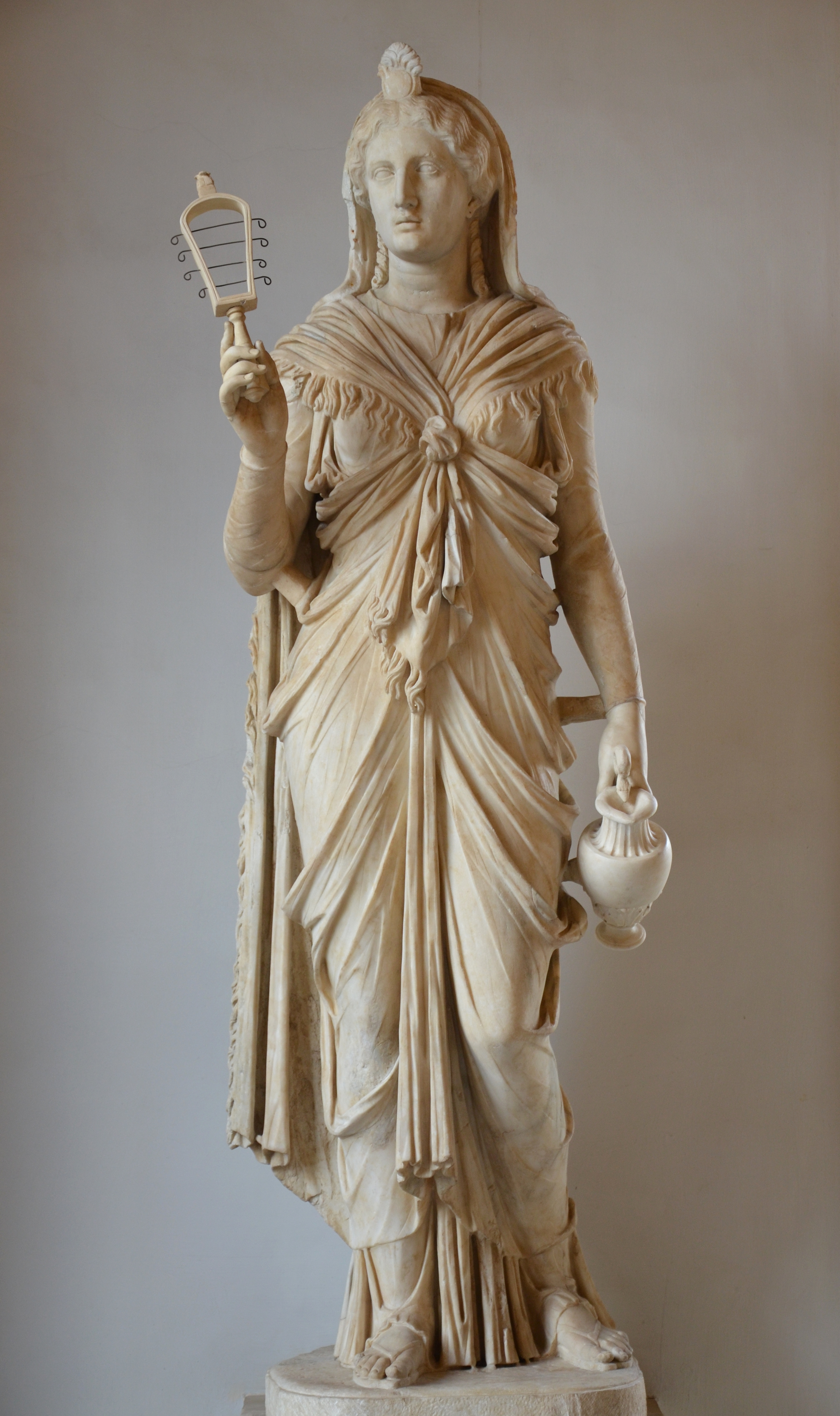
Estátua romana de Ísis, c. século I ou II. Ela está segurando um sistrum e uma jarra d'água, porém estes foram adicionados em uma restauração do século XVII.

O culto de Ísis, assim como outros no mundo greco-romano, não tinha um dogma concreto, com suas crenças e práticas permanecendo apenas vagamente similares entre si enquanto difundiam-se pela região e evoluíam com o decorrer do tempo. Aretologias gregas que elogiavam a deusa proporcionam boa parte das informações sobre esses cultos. Partes dessas aretologias eram similares às ideias presentes nos hinos egípcios posteriores, como aqueles existentes em Filas, enquanto outros elementos eram totalmente gregos. Outras informações vem de Plutarco, cujo livro Sobre Ísis e Osíris interpreta os deuses egípcios a partir de sua filosofia média platônica, enquanto vários outros trabalhos de literatura latina e grega falavam da veneração de Ísis, especialmente um romance de Apuleio conhecido como Metamorfoses ou O Asno de Ouro, que termina ao descrever como o protagonista tem uma visão da deusa e torna-se um de seus devotos.
Aretologias elaboraram sobre o papel de Ísis como esposa e mãe no mito de Osíris e lhe chamaram de a inventora do casamento e paternidade. Ela era invocada para proteger as mulheres no parto e, em romances gregos como Conto Efésico, para proteger sua virgindade. Alguns textos antigos sugerem que ela era a padroeira em geral das mulheres. Seu culto pode ter servido a fim de promover a autonomia feminina de forma limitada, com o poder e autoridade de Ísis atuando como precedente, porém no mito ela era dedicada e nunca totalmente independente de seu filho e marido. As aretologias mostravam atitudes ambíguas em relação à independência feminina: uma dizia que a deusa fez as mulheres em igualdade com os homens, porém outra dizia que ela fez as mulheres subordinadas a seus maridos.
Ísis era frequentemente caracterizada como uma deusa lunar, fazendo um paralelo com as características solares de Serápis. Ela também era vista como uma divindade cósmica de forma mais geral. Diversos textos afirmavam que ela organizava o comportamento do Sol, Lua e estrelas, governando o tempo e as estações do ano que, por sua vez, garantiam a fertilidade da terra. Esses textos também lhe creditam com a invenção da agricultura, estabelecimento das leis e elaboração ou promoção de outros elementos da sociedade humana. Esta ideia vinha de antigas tradições gregas sobre os papéis de vários deuses e do herói cultural, incluindo Deméter, no estabelecimento da civilização.
Ela também cuidava dos mares e portos. Marinheiros costumavam deixar inscrições convocando-a para proteger e trazer boa sorte em suas viagens. Neste papel ela era chamada de Isis Pelagia, "Ísis do Mar", ou também Isis Pharia, em referência a uma vela de navegação ou à ilha de Faros, local do Farol de Alexandria. Esta forma de Ísis emergiu durante os tempos helênicos e pode ter sido inspirada por imagens egípcias da deusa em uma barca, além de por deuses gregos que protegiam a navegação, como Afrodite. Isis Pelagia desenvolveu uma significância extra em Roma: o suprimento alimentício da cidade era dependente de carregamentos de cereais vindos de suas províncias, especialmente do Egito, assim Ísis garantia colheitas férteis e protegia os navios que carregavam a comida pelos mares – assim garantindo o bem estar do império como um todo. Dizia-se que sua proteção do Estado estendia-se também para os exércitos, assim como era no Reino Ptolemaico, algumas vezes sendo inclusive chamada de Isis Invicta, "Ísis Invencível". Suas funções eram tão numerosas que ela acabou por ser chamada de myrionymos, "a de incontáveis nomes", e panthea, "deusa de tudo". Tanto Plutarco quanto o filósofo Proclo mencionaram uma estátua velada da deusa egípcia Neite que eles misturaram com Ísis, citando isto como um exemplo de sua universalidade e sabedoria enigmática. Ela tinha as inscrições "Sou tudo que já foi e será; e nenhum mortal jamais levantou meu manto".
Também dizia-se que Ísis beneficiava seus seguidores no pós-vida, algo que não era muito enfatizado nas religiões grega e romana. Metamorfoses e inscrições deixadas por adoradores sugerem que muitos de seus seguidores acreditavam que ela lhes garantiria um pós-vida melhor em troca de sua devoção. Esse pós-vida era caracterizado inconsistentemente. Alguns diziam que beneficiariam-se da água vivificante de Osíris, enquanto outros esperavam velejar para as Ilhas Afortunadas da tradição grega.
Dizia-se, assim como no Egito, que Ísis tinha poder sobre o destino, que na tradição religiosa grega era um poder que até mesmo os deuses não podiam desafiar. O historiador Valentino Gasparini afirma que esse controle unia todos os traços díspares da deusa. Ela governava o cosmos ao mesmo tempo que aliviava as pessoas de seus infortúnios comparativamente triviais, com sua influência estendendo-se para o reino dos mortos, que era "individual e universal ao mesmo tempo".

### Relações com outros deuses

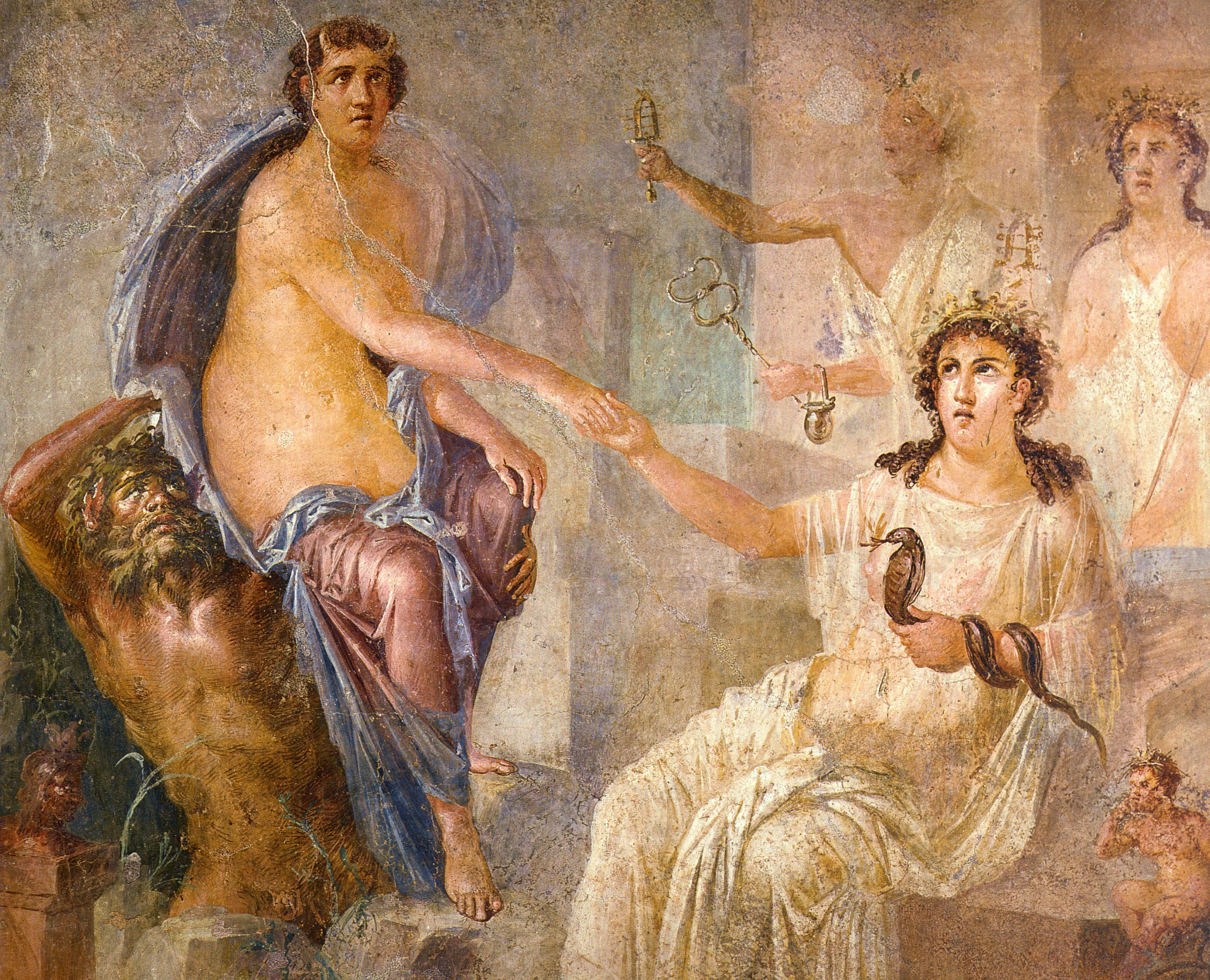
Afresco em Pompeia de Ísis dando as boas vindas a Io no Egito, c. século I

Mais de uma dúzia de divindades egípcias eram veneradas em uma série de cultos inter-relacionados fora do Egito nos tempos helenístico e romano, porém eram relativamente pequenos. Dentre essas divindades, Serápis era ligado proximamente a Ísis e frequentemente aparecia junto dela em artes, porém Osíris permaneceu central no mito dela e proeminente em seus rituais. Templos para Ísis e Serápis algumas vezes ficavam lado a lado, porém era raro que um único templo fosse dedicado a ambos. Osíris parecia estranho para os gregos por ser uma divindade morta diferentemente das divindades imortais da Grécia, assim tinha um papel pequeno nos cultos egípcios na época helenística. Ele tornou-se, junto com Dioniso, um símbolo do pós-vida feliz nos tempos romanos, com o culto de Ísis focando-se cada vez mais nele. Hórus, frequentemente sob o nome de Harpócrates, também aparecia nos templos de Ísis como seu filho junto com Osíris ou Serápis. Ele absorveu traços de outros deuses gregos como Apolo e Eros, servindo como o deus do Sol e das colheitas. Outro membro do grupo era Anúbis, que era conectado a Hermes na forma helenizada de Hermanúbis. Algumas vezes também dizia-se que Ísis aprendeu sua sabedoria de, ou mesmo por ser a filha de, Tot, o deus egípcio da escrita e sabedoria, que era conhecido no mundo greco-romano como Hermes Trismegisto.
Ísis também tinha uma vasta rede de ligações com divindades gregas e romanas, além de algumas vindas de outras culturas. Ela nunca foi integrada totalmente ao panteão grego, porém em diferentes momentos foi igualada com uma variedade de figuras mitológicas gregas, incluindo Deméter, Afrodite e Io, uma mulher humana que foi transformada em uma vaca e perseguida da Grécia até o Egito pela deusa Hera. O culto de Deméter foi uma influência helenizadora especialmente importante para a veneração de Ísis depois de sua chegada aos Bálcãs. A relação de Ísis com as mulheres foi influenciada por suas colaborações frequentes com Deméter, que tinha a função dupla de deusa virginal e promotora da fertilidade. Ísis, por seu poder sobre o destino, era conectada com as personificações grega e romana da sorte: Tique e Fortuna. Hator era venerada como uma forma especial da deusa local Baaltis em Biblos na Fenícia durante o segundo milênio a.C.; Ísis substituiu Hator gradualmente no decorrer do milênio seguinte. Ela foi sincretizada com a divindade tutelar local Noreia em Nórica, enquanto em Petra ela talvez tenha sido ligada à deusa árabe Uza. O autor romano Tácito afirmou que Ísis era venerada pelos suevos, um povo germânico que vivia fora do império, porém ele talvez a tenha confundido com uma divindade germânica que, assim como Ísis, era uma deusa simbolizada por um barco.
Muitas aretologias incluíam longas listas de deuses com quem Ísis tinha ligações. Estes textos tratavam todas as divindades listadas como formas de Ísis, sugerindo que ela era um ser sumodeístico: a única deusa para todo o mundo civilizado. Muitas divindades eram chamadas de "um" ou "única" no mundo religioso romano em textos desse tipo. Ao mesmo tempo, filósofos helênicos frequentemente viam o princípio abstrato e unificador do cosmo como divino. Muitos deles reinterpretavam religiões tradicionais a fim de encaixarem-se em seus conceitos de ser superior, como Plutarco fez com Ísis e Osíris. Em Metamorfoses, a deusa diz que "minha pessoa manifesta os aspectos de todos os deuses e deusas" e que era "venerada por todo o mundo sob formas diferentes, com vários ritos e muitos nomes diferentes", porém os egípcios e núbios usavam seu nome verdadeiro, Ísis. Entretanto, ao listar as formas que os vários povos mediterrâneos veneravam como sendo ela, havia apenas divindades femininas. Divindades greco-romanas eram divididas firmemente por gênero, limitando o quão universal Ísis poderia ser. Uma aretologia evitou esse problema ao afirmar que Ísis e Serápis, que dizia-se frequentemente que subsumia vários deuses masculinos, eram duas divindades "únicas". Da mesma forma, tanto Plutarco quanto Apuleio limitaram a importância de Ísis ao subordiná-la a Osíris. A reivindicação de que era única tinha o objetivo de enfatizar sua grandeza, não necessariamente fazer uma afirmação teológica precisa.

### Iconografia

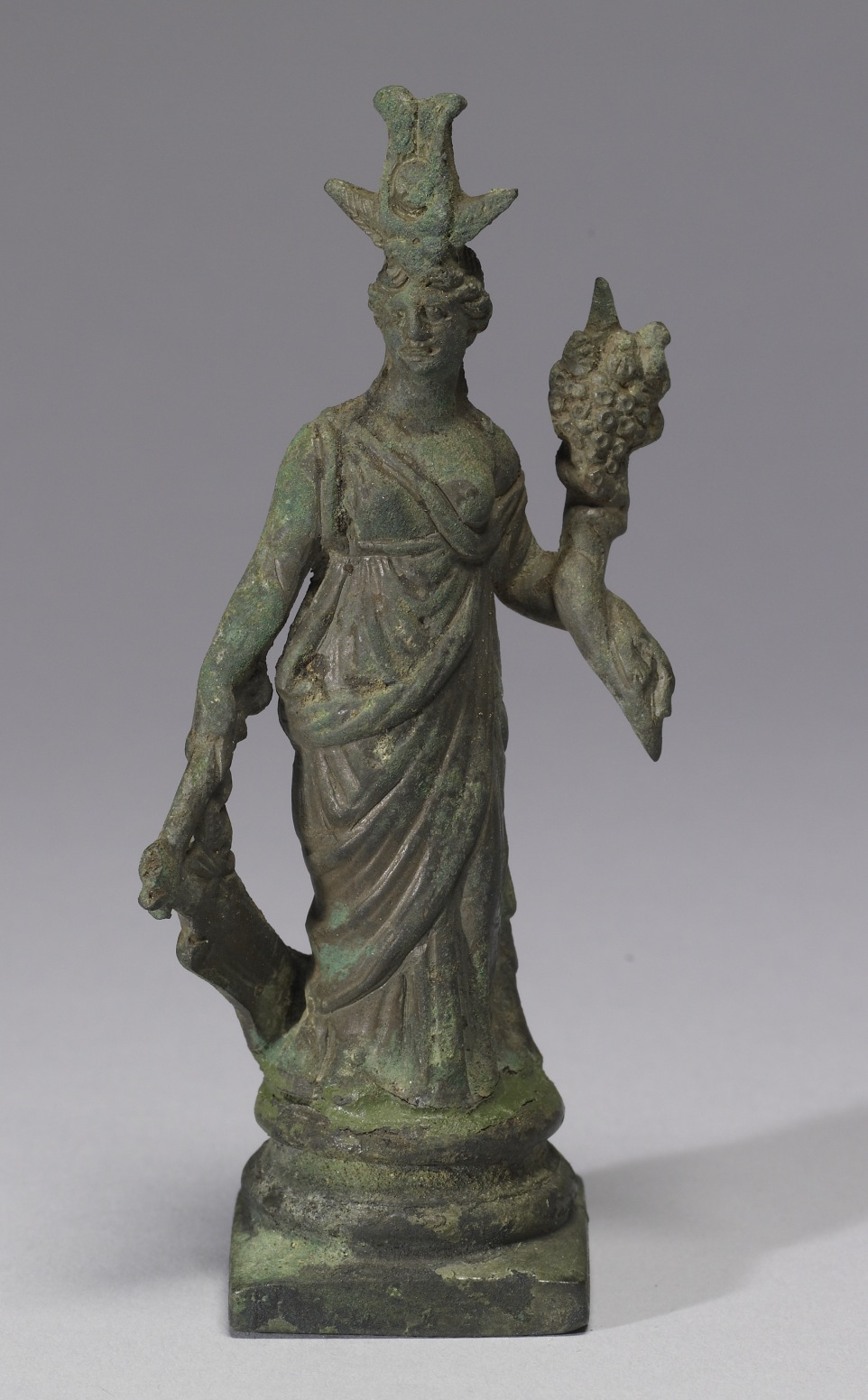
Estatueta romana de bronze de Ísis-Fortuna segurando uma cornucópia e remo, século I

Imagens de Ísis criadas fora do Egito eram no estilo helenístico, assim como muitas de suas imagens feitas no Egito durante as épocas helenística e romana. Os atributos dela variavam muito. Algumas vezes usava o adereço de chifres de vaca de Hator na cabeça, porém os gregos e romanos diminuíram seu tamanho e frequentemente o interpretavam como uma espécie de Lua Crescente. Também usava adereços que incorporavam folhas, flores ou espigas de milho. Outros traços comuns incluíam cachos de cabelo encaracolado e um manto elaborado que era preso por um grande nó sobre seus seios, que originava-se de uma roupa egípcia ordinária, porém era tratada como um símbolo de Ísis fora do Egito. Nas mãos a deusa podia carregar um ureu ou sistrum, ambos tirados de sua iconografia egípcia, ou ainda uma sítula, um recipiente usado para libações de água ou leite que eram realizados nos cultos de Ísis.
Ela, na forma de Ísis-Fortuna ou Ísis-Tique, segurava em sua mão direita um remo, representando seu controle do destino, enquanto na esquerda tinha uma cornucópia, simbolizando abundância. Como Ísis Faria usava uma capa que levantava-se atrás de si como uma vela, já como Ísis Lacta cuidava de Harpócrates criança. Essas imagens diversas vinham de suas muitas funções; o historiador Robert Steven Bianchi disse que "Ísis podia representar qualquer coisa para qualquer um e podia ser representada em qualquer maneira imaginável".

### Veneração

#### Devotos e sacerdotes
O culto de Ísis, assim como muitos outros na época, não exigia que seus devotos venerassem a deusa exclusivamente, com seus níveis de comprometimento variando bastante. Alguns devotos serviam como sacerdotes em diferentes cultos e passavam por diferentes iniciações dedicadas a deuses diferentes. Mesmo assim, muitas pessoas enfatizavam uma devoção forte para com Ísis, com alguns chegando a considerá-la o foco de suas vidas. Eles estavam entre os poucos grupos religiosos no mundo greco-romano a ter um nome distinto para si mesmos, vagamente equivalente a "judeu" ou "cristão", possivelmente indicando que eles se definiam por sua afiliação religiosa. Entretanto, a palavra – Isiacus ou "Isíaco" – era raramente usada.
Isíacos eram pequenos em proporção em relação a população do Império Romano, porém eram oriundos de todos os níveis da sociedade, desde escravos e libertos até oficiais e membros da família imperial. Relatos antigos sugerem que Ísis era popular com as classes mais baixas, proporcionando um possível motivo por as autoridades romanas, atormentadas por disputas de classes, vissem seu culto com certas suspeitas. Mulheres eram mais bem representadas no culto de Ísis do que na maioria dos outros cultos greco-romanos, podendo nos tempos imperiais servirem como sacerdotisas em muitas das mesmas posições hierárquicas que os homens. Mulheres formavam menos da metade dos isíacos conhecidos a partir de inscrições e eram raramente listadas entre os altos níveis do sacerdócio, porém sua participação pode ter sido muito maior porque as mulheres tradicionalmente eram sub-representadas em inscrições romanas. Vários autores da época acusaram o culto da deusa de encorajar a promiscuidade feminina. O historiador Jaime Alvar sugere que o culto atraía suspeitas masculinas simplesmente porque proporcionava às mulheres um local para agirem fora do controle de seus maridos.
Sacerdotes de Ísis eram conhecidos por suas cabeças raspadas e roupas de linho branco, ambas as características tiradas de sacerdócios egípcios e dos requisitos para a pureza ritual. Um templo de Ísis podia incluir várias hierarquias de sacerdotes, além de diversas associações cultuais e deveres especializados para simples devotos. Não há evidências de uma hierarquia supervisionando múltiplos templos, com cada templo possivelmente tendo funcionado independentemente dos outros.

#### Templos e ritos

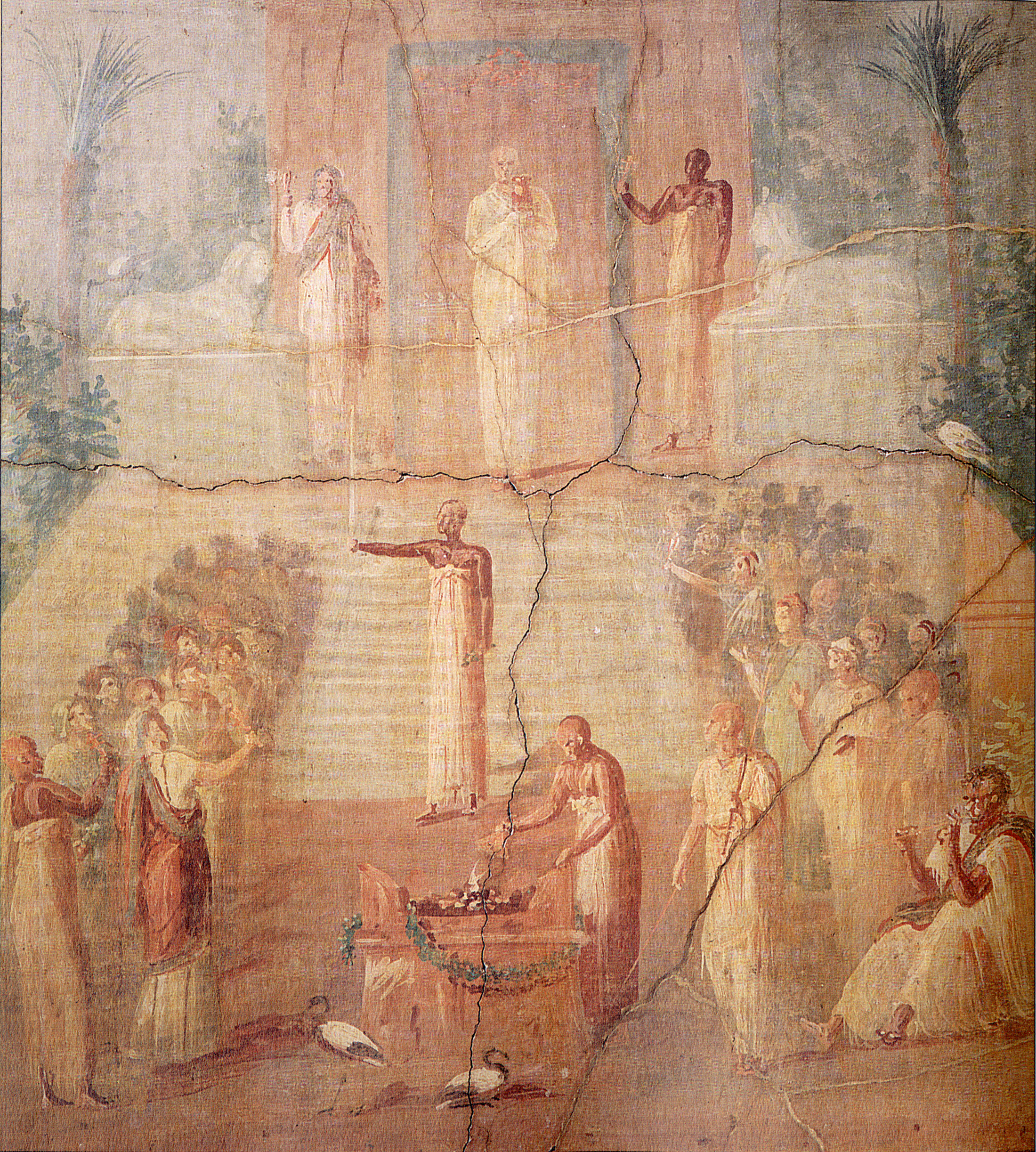
Afresco de uma reunião isíaca, século I d.C.. Um sacerdote está cuidando do fogo, enquanto outro segura um jarro de água sagrada flanqueado por duas esfinges.

Templos para divindades egípcias fora do Egito, como a Basílica Vermelha em Pérgamo, o Templo de Ísis em Pompeia ou o Iseu Campense em Roma, foram construídos principalmente no estilo greco-romano, porém, assim como os templos egípcios, eram cercados por pátios grandes fechados por muros. Eram decorados com artes temáticas egípcias, algumas vezes incluindo artefatos importados do Egito. Sua disposição era mais elaborada que os templos romanos tradicionais e incluíam aposentos para os sacerdotes e para várias funções ritualísticas, com o ídolo da deusa ficando em um santuário fechado. Diferentemente de ídolos egípcios, as estátuas helenísticas e romanas de Ísis eram em tamanho real ou maiores. Seu ritual diário ainda consistia em vestir o ídolo em roupas elaboradas todas as manhãs e oferecer libações, porém os sacerdotes permitiam que devotos ordinários assistissem o culto durante os rituais matinais, diferentemente da tradição egípcia, com eles podendo rezar diretamente para a imagem e cantar hinos diante dela.
A água era outro objeto de veneração, tratada como um símbolo das águas do Nilo. Os templos de Ísis construídos no tempo helenístico muitas vezes possuíam cisternas subterrâneas que armazenavam a água sagrada, aumentando e diminuindo seu nível em imitação das cheias do Nilo. Muitos templos romanos empregavam um cântaro d'água que era venerado como ídolo ou manifestação de Osíris.

#### Culto particular
O larário romano, ou santuário particular localizado em residências, continha estatuetas de penates, um grupo variado de divindades protetoras escolhidas a partir da preferências pessoais dos moradores da casa. Ísis e outras divindades egípcias eram encontradas em larários na Península Itálica desde o final do século I a.C. até o começo do IV d.C..
O culto exigia de seus devotos tanto pureza ritual quanto pureza moral, com banhos periódicos também sendo necessários ou ainda longos períodos de abstinência sexual. Isíacos algumas vezes demonstravam sua piedade em ocasiões irregulares, clamando elogios a deusa nas ruas ou, como forma de penitência, declarando seus pecados publicamente.
Alguns templos para divindades gregas, como Serápis, praticavam incubação, em que os devotos dormiam no templo na esperança que o deus aparecesse em seus sonhos e lhes dessem conselhos ou curasse doenças. Alguns textos implicavam que essa prática também ocorria em templos dedicados a Ísis, porém há pouquíssimas evidências disso. Entretanto, acreditava-se que a deusa comunicava-se através dos sonhos em outras circunstâncias, incluindo convocar devotos para iniciações.

#### Iniciação
Alguns templos de Ísis realizavam ritos de mistério e iniciações para novos membros do culto. Apesar desses ritos serem os elementos mais bem conhecidos do culto greco-romano de Ísis, sabe-se apenas que eram realizados na Península Itálica, nos Bálcãs e em Anatólia. As iniciações acrescentavam uma intensidade emocional ao processo de juntar-se ao culto por meio de uma experiência dramática e mística com a deusa.
Metamorfoses proporciona o único relato detalhado da iniciação isíaca. Os motivos de Apuleio para escrever sobre o culto e a precisão de sua descrição ficcionalizada são muito debatidos. Entretanto, seu relato é amplamente consistente com outras evidências sobre a iniciação e acadêmicos muito se baseiam nele para estudarem o assunto.
Ritos de mistério empregavam várias experiências intensas, como escuridão noturna interrompida por uma luz brilhante, música alta e barulhos, com o objetivo de sobrecarregar os sentidos e criar uma experiência religiosa intensa que poderia parecer um contato direto com a divindade dedicada. Lúcio, o protagonista de Apuleio, passa por uma série de iniciações, porém apenas a primeira é descrita em detalhes. O protagonista, depois de entrar na parte mais interna do templo de Ísis, diz: "Cheguei à fronteira da morte e, tendo trilhado a soleira de Proserpina, viajei por todos os elementos e voltei. No meio da noite vi o Sol cintilando com luz brilhante, fiquei cara a cara com os deuses abaixo e os deuses acima e prestei reverência a todos de perto". Esta descrição sugere que a viagem simbólica do iniciado para o mundo dos mortos era conectada com o renascimento de Osíris, além da viagem de Rá pelo submundo de outro mito egípcio, possivelmente implicando que Ísis trouxe o iniciado de volta a vida como tinha feito com o marido.

#### Festivais
Os calendários romanos listavam desde o início do século I os dois festivais mais importantes de Ísis. O primeiro era o Navigium Isidis em março, que celebrava sua influência sobre o mar e servia de reza pela segurança dos navegantes e, por fim, do povo romano e seus líderes. Consistia de uma procissão elaborada, formada por sacerdotes isíacos e devotos vestidos com roupas diferentes e carregando emblemas sagrados, que carregava um modelo de um navio desde o templo local até o mar ou rio próximo. O outro festival era a Isia no final de outubro e começo de novembro. Assim como o festival de Khoiak, seu predecessor egípcio, a Isia tinha um ritual de reencenamento da procura de Ísis por Osíris, seguido por uma jubilação quando o deus era finalmente encontrado. Existiam vários outros festivais menores, incluindo a Pelusia no final de março que talvez também tenha celebrado o nascimento de Harpócrates, e a Liquinapsia, ou festival da lamparina acesa, que celebrava o nascimento da própria Ísis em 12 de agosto. 
Festivais a Ísis ou outras divindades foram celebrados pelo decorrer do século IV, apesar do crescimento do cristianismo e da perseguição de pagãos que se intensificou ao final do século. A Isia foi celebrada até pelo menos 417, enquanto o Navigium Isidis durou até o século VI. O significado de todos os festivais romanos foi esquecido ou ignorado com o passar do tempo, mesmo com os costumes continuando. Esses costumes, em alguns casos, tornaram-se parte da cultura clássica e cristã da Alta Idade Média.

## Influência no cristianismo

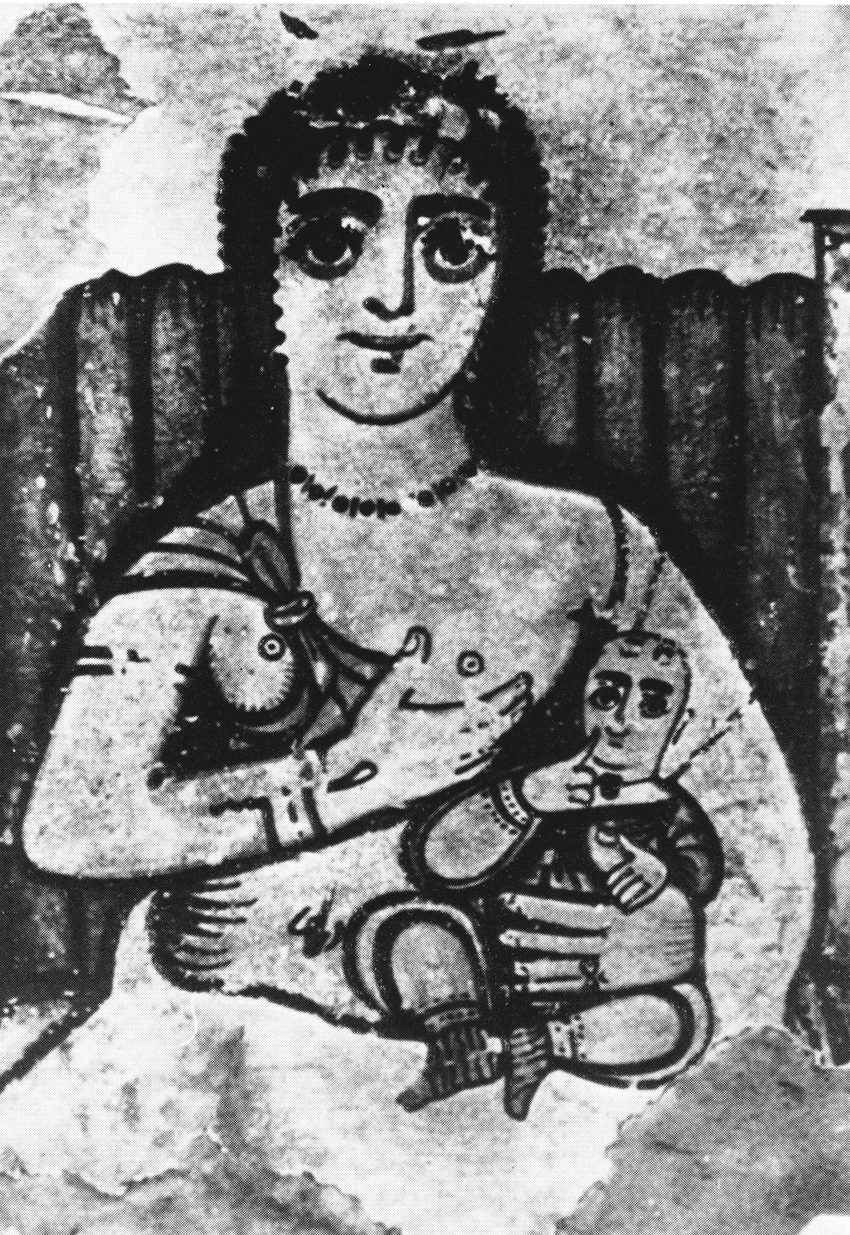
Ísis Lacta segurando Harpócrates em um afresco egípcio do século IV

Uma questão controversa sobre Ísis é se seu culto influenciou o cristianismo. Alguns costumes isíacos podem ter estado entre as práticas pagãs que foram incorporadas às tradições cristãs enquanto o Império Romano era cristianizado. Por exemplo, o historiador Andreas Alföldi argumentou que o festival medieval do Carnaval, em que um modelo de barco era carregado pelas ruas, desenvolveu-se do Navigium Isidis.
Grande atenção foi prestada para a questão de se traços do cristianismo foram tirados de cultos de mistério pagãos, incluindo o de Ísis. Os membros mais devotos do culto faziam um comprometimento pessoal a deusa que consideravam superior a outros, assim como os cristãos. Tanto o cristianismo quanto o culto de Ísis tinham um rito de iniciação: o mistério de Ísis e o batismo, respectivamente. Um dos temas em comum dos cultos de mistério – um deus cuja morte e ressurreição pode estar ligada ao bem estar de seus adoradores no pós-vida – é semelhante ao tema central do cristianismo. A sugestão de que as crenças básicas do cristianismo podem ter sido tiradas de cultos de mistério tem provocado grandes debates há mais de duzentos anos. Em resposta, Hugh Bowden e Jaime Alvar, dois acadêmicos que estudaram antigos cultos de mistério, sugerem que as similaridades entre cristianismo e os cultos não surgiram pela simples tomada de ideias, mas sim por seu passado em comum: a cultura greco-romana dentro da qual os dois se desenvolveram.
As similaridades de Ísis com Maria também já foram analisadas. Elas foram assunto de controvérsia entre cristãos protestantes e a Igreja Católica, já que muitos protestantes consideram que a veneração católica de Maria é um resquício de paganismo. O classicista R. E. Witt considera Ísis como a "grande precursora" de Maria. Ele sugeriu que antigos devotos de Ísis convertidos ao cristianismo enxergavam Maria de maneira bem similar a sua deusa tradicional. Witt destacou que as duas tinham várias esferas de influência em comum, como a agricultura e a proteção dos marinheiros. Ele comparou o título "Mãe de Deus" de Maria ao epíteto "mãe do deus" de Ísis, além do "Nossa Senhora Rainha" de Maria com o "Rainha do Céu" de Ísis. Stephen Benko, historiador dos tempos remotos do cristianismo, argumentou que a veneração de Maria foi muito influenciada pela adoração de diversas deusas pagãs, não apenas Ísis. Por outro lado, o padre John Anthony McGuckin, um historiador eclesiástico, falou que Maria absorveu traços superficiais dessas deusas, como a iconografia, porém os fundamentos de seu culto eram praticamente todos cristãos.
Imagens de Ísis com Hórus no colo já foram sugeridas como inspirações para a iconografia de Maria, especialmente imagens da Virgem Amamentando, já que ilustrações de mulheres amamentando eram raras no antigo mundo mediterrâneo fora do Egito. Vincent Tran Tam Tinh salientou que as imagens mais recentes de Ísis amamentando Hórus datam do século IV, enquanto as imagens mais antigas de Maria cuidando de Jesus são do século VII. Sabrina Higgins, partindo da pesquisa de Tran Tam Tinh, argumentou que, se há uma conexão entre as iconografias de Ísis e Maria, está limitada às imagens da Virgem Amamentando do Egito. Por outro lado, Thomas F. Mathews e Norman Muller pensam que a pose de Ísis influenciou vários ícones marianos, tanto dentro quanto fora do Egito. Elizabeth Bolman disse que essas imagens egípcias de Maria amamentando Jesus tinham a intenção de significar divindade, assim como imagens de outras deusas amamentando na iconografia egípcia. Higgins afirmou que tais similaridades provam que as imagens de Ísis influenciaram as de Maria, porém não que os cristãos adotaram deliberadamente a iconografia de Ísis ou outros elementos de seu culto.

## Influência em outras culturas

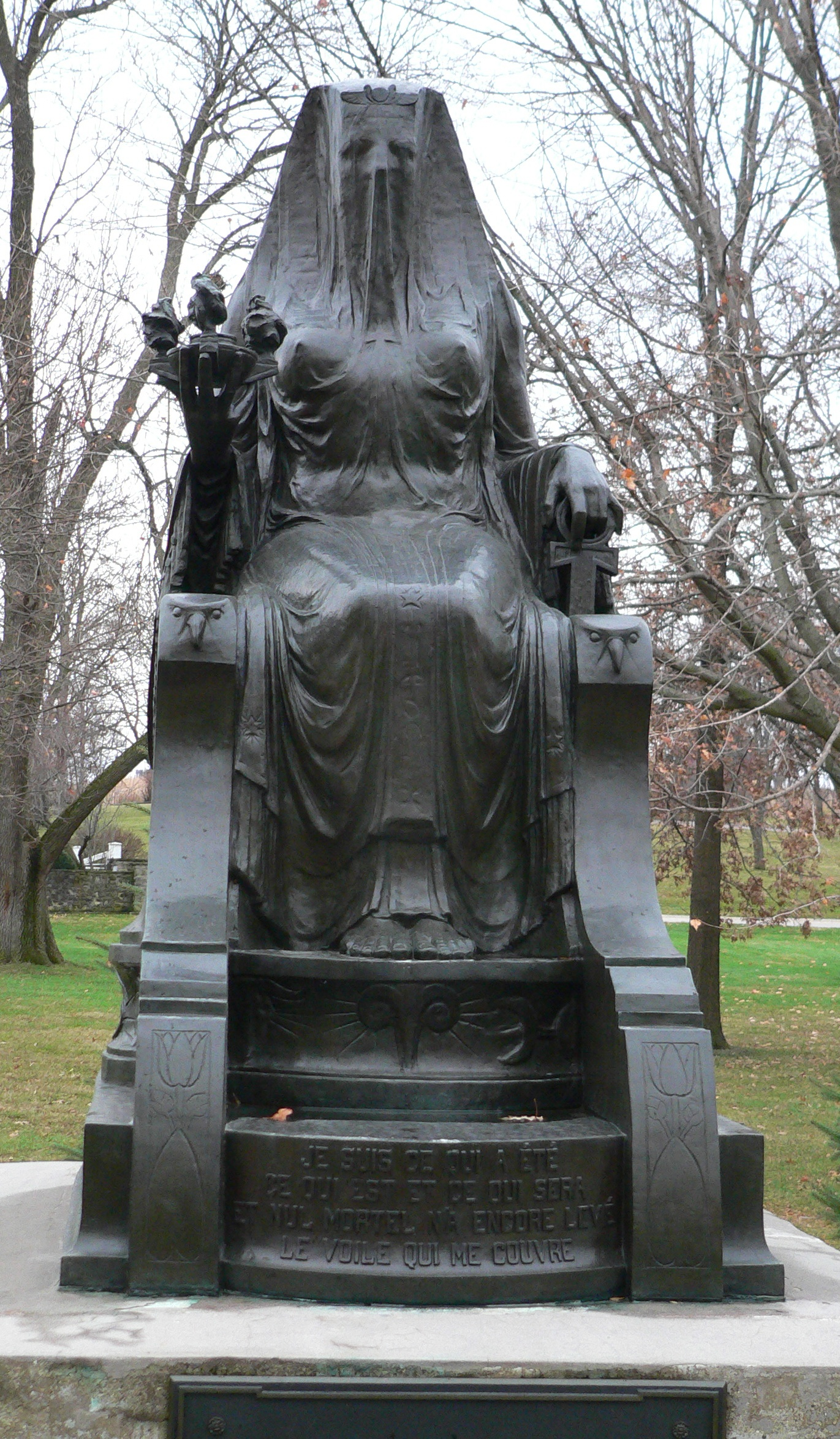
Estátua de Ísis como a "deusa da vida" velada, por Auguste Puttemans no século XX

A memória de Ísis sobreviveu à extinção de seu culto. Muitos europeus modernos, assim como os gregos e romanos, consideram o Antigo Egito como local de uma sabedoria profunda e por vezes mística, com essa sabedoria frequentemente sendo ligada a Ísis. A biografia de Ísis por Giovanni Boccaccio em sua obra De Mulieribus Claris de 1374, baseado em fontes clássicas, tratou a deusa como uma rainha histórica que ensinou habilidades civilizadas para a humanidade. Alguns pensadores renascentistas elaboraram esta perspectiva de Ísis. João Ânio de Viterbo afirmou na década de 1490 que ela e Osíris tinham civilizado a Península Itálica antes dos Bálcãs, dessa forma criando uma conexão direta entre sua terra natal e o Egito. Os Apartamentos Bórgia no Palácio Apostólico do Vaticano, pintados para o papa Alexandre VI, patrono de Ânio, incorporaram este mesmo tema em sua representação ilustrada do mito de Osíris.
O esoterismo ocidental muitas vezes referenciou Ísis. Dois textos esotéricos romanos usaram o tema mítico em que Ísis passa conhecimentos secretos para Hórus. Em Kore Kosmou, ela o ensina sabedoria recebida de Hermes Trismegisto, enquanto no texto alquímico Ísis, a Profeta de Seu Filho Hórus, ela lhe ensina receitas alquímicas. Literatura esotérica moderna tratava Hermes Trismegisto como um sábio egípcio e frequentemente lhe creditava textos, algumas vezes também creditando-os a Ísis. A descrição de Apuleio da iniciação isíaca influenciou práticas de muitas sociedades secretas. O romance Vida de Setos de Jean Terrasson em 1731 usou a descrição de Apuleio como inspiração para uma iniciação egípcia fantasiosa dedicada a Ísis. Ele foi imitado por sociedades maçônicas e pseudo-maçônicas no século XVIII, além de outras obras artísticas, notavelmente em 1791 na ópera A Flauta Mágica de Wolfgang Amadeus Mozart.
A estátua velada de Ísis que Plutarco e Proclo mencionaram tem, desdo Renascimento, sido interpretada como personificação da natureza, baseado em uma passagem nos trabalhos de Macróbio no século V que igualava a deusa com a natureza. Autores dos séculos XVII e XVIII atribuíram uma grande variedade de significados para essa imagem. Ísis representava a natureza como a mãe de todas as coisas, como um conjunto de verdades esperando para serem reveladas pela ciência, como símbolo do conceito panteísta de um anônimo – uma divindade que era imanente dentro da natureza – ou como um poder sublime inspirador que poderia ser sentido através de ritos de mistério. A deusa serviu como alternativa ao cristianismo tradicional durante descristianização da França na Revolução Francesa: um símbolo que poderia representar a natureza, sabedoria científica moderna e uma conexão com um passado pré-cristão. Por esses motivos, a imagem de Ísis apareceu em obras patrocinadas pelo governo revolucionário, como a Fonte da Regeneração, e pelo Primeiro Império Francês. A metáfora do véu de Ísis continuou circulando no século XIX. Helena Blavatsky, fundadora da tradição esotérica da Teosofia, intitulou seu livro de 1877 como Ísis sem Véu, implicando que iria revelar as verdades espirituais sobre a natureza que a ciência não podia.
Dentre egípcios modernos, Ísis foi usada como símbolo nacional durante o movimento Faraonista nas décadas de 1920 e 1930, enquanto o Reino do Egito ganhou independência do Reino Unido. Em trabalhos como a pintura Renascença do Egito de Mohamed Naghi no Parlamento do Egito e a peça O Retorno do Espírito de Tawfiq al-Hakim, a deusa simboliza o renascimento da nação. Um escultura de Mahmoud Mokhtar, também chamada de Renascença do Egito, brinca com o tema de Ísis remover seu véu.
Ísis aparece frequentemente em obras ficcionais, como uma série de quadrinhos de super-herói, com seu nome e imagem aparecendo em locais díspares como propagandas e nomes pessoais. O nome Isidoro ou Isidro, significando "presente de Ísis", sobreviveu na cristandade apesar de suas origens pagãs, dando origem à forma inglesa Isidore e suas diversas variantes. "Ísis" por conta própria tornou-se no final do século XX e início do XXI um nome pessoal feminino popular.
A deusa continua a aparecer em crenças esotéricas modernas e neopagãs. O conceito de uma única divindade que encarna todos os poderes femininos, parcialmente inspirado por Apuleio, tornou-se um tema amplamente explorado na literatura do século XIX e início do XX. Grupos e figuras esotéricas influentes, como a Ordem Hermética da Aurora Dourada do final do século XIX e Dion Fortune na década de 1930, adotaram essa deusa universal em seus sistemas de crenças e a chamaram de Ísis. Esta concepção de Ísis influenciou a Grande Deusa encontrada em muitas formas de bruxaria contemporânea. Atualmente, reconstruções da religião do Antigo Egito, como a Ortodoxia Quemética e a Igreja da Fonte Eterna, incluem Ísis entre as divindades veneradas. A Irmandade de Ísis, uma organização religiosa eclética focada em divindades femininas, tem esse nome pois, segundo sua sacerdotisa M. Isidora Forrest, Ísis pode ser uma "deusa universal para todas as pessoas".